# European Trophy 2012/faza grupowa
Pierwsza faza rozgrywek European Trophy w sezonie 2012 obywa się systemem grupowym. 32 drużyny zostały podzielone do czterech ośmiozespołowych grup. Każda z drużyn rozegra po osiem spotkań, łącznie rozegranych zostanie 128 spotkań w terminie od 31 lipca do 28 listopada. Do turnieju finałowego awansuje sześć najlepszych drużyn sezonu zasadniczego oraz dwóch gospodarzy turnieju finałowego Slovan Bratysława oraz Vienna Capitals.
Początkowo w turnieju miała uczestniczyć drużyna Slavii Praga, jednak 31 maja 2012 roku się wycofała. Jej miejsce w dywizji południowej zastąpiła drużyna Piráti Chomutov.

## Podział na grupy
| Dywizja Zachodnia                                                                                            | Dywizja Północna | Dywizja Południowa | Dywizja Wschodnia |
| --- | --- | --- | --- |
| - Adler Mannheim - ERC Ingolstadt - EV Zug - Frölunda HC - Färjestads BK - HIFK Hockey - Jokerit - ZSC Lions | - EC Red Bull Salzburg - Eisbären Berlin - Hamburg Freezers - HC Kometa Brno - HC Czeskie Budziejowice - HC Pilzno 1929 - Luleå HF - Oulun Kärpät | - Piráti Chomutov - Slovan Bratysława - Sparta Praga - HV71 - Jyväskylän Pallo - Kalevan Pallo - Linköpings HC - Vienna Capitals | - Bílí tygři Liberec - Brynäs IF - Djurgårdens IF - HC Pardubice - Fribourg-Gottéron - SC Bern - Tappara Tampere - Turun Palloseura |

## Wyniki

### Dywizja Zachodnia
| 12 sierpnia 2012 | ERC Ingolstadt | 3:4 pk. | ZSC Lions | Saturn Arena, Ingolstadt |

| Szczegóły      | Szczegóły                                                   | Szczegóły                 | Szczegóły                                                                              | Szczegóły                                                                      |
| -------------- | ----------------------------------------------------------- | ------------------------- | -------------------------------------------------------------------------------------- | ------------------------------------------------------------------------------ |
| Godzina: 16:00 | P. Hager (EQ) 16:32 J. Motzko (PP) 23:22 D. Hahn (EQ) 40:26 | (1:0, 1:2, 1:1, 0:0, 0:1) | 27:22 (EQ) J. Tambellini 38:21 (EQ) M. Bastl 44:35 (EQ) R. Shannon 65:00 (EQ) L. Cunti | Widzów: 3036 Sędzia główny: Stephan Bauer Sędziowie liniowi: Daniel Piechaczek |
| Godzina: 16:00 | 22 min                                                      |                           | 24 min                                                                                 | Widzów: 3036 Sędzia główny: Stephan Bauer Sędziowie liniowi: Daniel Piechaczek |

| 17 sierpnia 2012 | HIFK Hockey | 4:0 | Adler Mannheim | Valtti Areena, Vantaa |

| Szczegóły      | Szczegóły                                                                                    | Szczegóły       | Szczegóły | Szczegóły                                                                    |
| -------------- | -------------------------------------------------------------------------------------------- | --------------- | --------- | ---------------------------------------------------------------------------- |
| Godzina: 18:00 | T. Söderholm (PP) 20:39 M. Granlund (PP) 29:29 K. Klubertanz (PP) 36:27 S. Liivik (PP) 36:51 | (0:0, 4:0, 0:0) |           | Widzów: 1639 Sędzia główny: Mikko Kaukokari Sędziowie liniowi: Tom Laaksonen |
| Godzina: 18:00 | 33 min                                                                                       |                 | 20 min    | Widzów: 1639 Sędzia główny: Mikko Kaukokari Sędziowie liniowi: Tom Laaksonen |

| 17 sierpnia 2012 | Färjestads BK | 5:2 | ZSC Lions | Löfbergs Lila Arena, Karlstad |

| Szczegóły      | Szczegóły | Szczegóły       | Szczegóły                                      | Szczegóły                                                                          |
| -------------- | --- | --------------- | ---------------------------------------------- | ---------------------------------------------------------------------------------- |
| Godzina: 19:00 | J. Connolly (PP) 01:56 J. Connolly (EQ) 25:55 M. Paulsson (EQ) 30:27 J. Hillding (EQ) 35:19 M. Nygren (PP) 59:49 | (1:0, 4:2, 0:0) | 21:13 (PP) R. Schäppi 30:02 (EQ) J. Tambellini | Widzów: 3451 Sędzia główny: Marcus Vinnerborg Sędziowie liniowi: Christer Karlsson |
| Godzina: 19:00 | 20 min |                 | 33 min                                         | Widzów: 3451 Sędzia główny: Marcus Vinnerborg Sędziowie liniowi: Christer Karlsson |

| 17 sierpnia 2012 | Frölunda HC | 3:2 | EV Zug | Frölundaborg, Göteborg |

| Szczegóły      | Szczegóły                                                           | Szczegóły       | Szczegóły                                     | Szczegóły                                                                |
| -------------- | ------------------------------------------------------------------- | --------------- | --------------------------------------------- | ------------------------------------------------------------------------ |
| Godzina: 19:00 | H. Tömmernes (PP) 29:06 M. Olimb (PP) 36:13 M. Johansson (EQ) 38:03 | (0:0, 3:2, 0:0) | 28:23 (SH) F. Sutter 39:43 (PP) A. Wozniewski | Widzów: 1427 Sędzia główny: Sören Persson Sędziowie liniowi: Mikael Holm |
| Godzina: 19:00 | 8 min                                                               |                 | 12 min                                        | Widzów: 1427 Sędzia główny: Sören Persson Sędziowie liniowi: Mikael Holm |

| 18 sierpnia 2012 | HIFK Hockey | 3:5 | ERC Ingolstadt | Valtti Areena, Vantaa |

| Szczegóły      | Szczegóły                                                              | Szczegóły       | Szczegóły                                                                                                   | Szczegóły                                                                       |
| -------------- | ---------------------------------------------------------------------- | --------------- | --- | ------------------------------------------------------------------------------- |
| Godzina: 14:00 | I. Pakarinen (EQ) 10:21 T. Söderholm (EQ) 28:14 M. Granlund (PP) 35:09 | (1:1, 2:1, 0:3) | 07:37 (EQ) J. Motzko 27:44 (EQ) B. Barta 43:55 (PP) A. Oblinger 45:57 (EQ) C. Gawlik 57:34 (EQ) A. Oblinger | Widzów: 1281 Sędzia główny: Jukka Hakkarainen Sędziowie liniowi: Joonas Pinomaa |
| Godzina: 14:00 | 12 min                                                                 |                 | 26 min | Widzów: 1281 Sędzia główny: Jukka Hakkarainen Sędziowie liniowi: Joonas Pinomaa |

| 18 sierpnia 2012 | Frölunda HC | 2:0 | ZSC Lions | Frölundaborg, Göteborg |

| Szczegóły      | Szczegóły                                      | Szczegóły       | Szczegóły | Szczegóły                                                                    |
| -------------- | ---------------------------------------------- | --------------- | --------- | ---------------------------------------------------------------------------- |
| Godzina: 15:00 | M. Kahnberg (PP) 05:10 M. Johansson (SH) 46:50 | (1:0, 0:0, 1:0) |           | Widzów: 1344 Sędzia główny: Marcus Vinnerborg Sędziowie liniowi: Mikael Holm |
| Godzina: 15:00 | 12 min                                         |                 | 10 min    | Widzów: 1344 Sędzia główny: Marcus Vinnerborg Sędziowie liniowi: Mikael Holm |

| 18 sierpnia 2012 | Färjestads BK | 1:2 | EV Zug | Löfbergs Lila Arena, Karlstad |

| Szczegóły      | Szczegóły             | Szczegóły       | Szczegóły                                 | Szczegóły                                                              |
| -------------- | --------------------- | --------------- | ----------------------------------------- | ---------------------------------------------------------------------- |
| Godzina: 17:00 | A. Grundel (EQ) 06:38 | (1:1, 0:0, 0:1) | 11:47 (EQ) C. Casutt 42:53 (PP) J. Holden | Widzów: 1909 Sędzia główny: Mikael Nord Sędziowie liniowi: Mikael Holm |
| Godzina: 17:00 | 6 min                 |                 | 16 min                                    | Widzów: 1909 Sędzia główny: Mikael Nord Sędziowie liniowi: Mikael Holm |

| 18 sierpnia 2012 | Jokerit | 1:2 pk. | Adler Mannheim | Valtti Areena, Vantaa |

| Szczegóły      | Szczegóły           | Szczegóły                 | Szczegóły                                | Szczegóły                                                                    |
| -------------- | ------------------- | ------------------------- | ---------------------------------------- | ---------------------------------------------------------------------------- |
| Godzina: 19:30 | J. Ruutu (PS) 13:19 | (0:0, 1:1, 0:0, 0:0, 0:1) | 18:05 (EQ) F. Mauer 65:00 (PS) Y. Lehoux | Widzów: 1601 Sędzia główny: Mikko Kaukokari Sędziowie liniowi: Tom Laaksonen |
| Godzina: 19:30 | 12 min              |                           | 18 min                                   | Widzów: 1601 Sędzia główny: Mikko Kaukokari Sędziowie liniowi: Tom Laaksonen |

| 19 sierpnia 2012 | Jokerit | 2:1 | ERC Ingolstadt | Valtti Areena, Vantaa |

| Szczegóły      | Szczegóły                               | Szczegóły       | Szczegóły            | Szczegóły                                                                       |
| -------------- | --------------------------------------- | --------------- | -------------------- | ------------------------------------------------------------------------------- |
| Godzina: 17:00 | J. Ruutu (EQ) 40:36 N. Hardt (EQ) 57:20 | (0:0, 0:1, 2:0) | 32:32 (EQ) J. Motzko | Widzów: 1572 Sędzia główny: Jukka Hakkarainen Sędziowie liniowi: Mikko Vanninen |
| Godzina: 17:00 | 6 min                                   |                 | 12 min               | Widzów: 1572 Sędzia główny: Jukka Hakkarainen Sędziowie liniowi: Mikko Vanninen |

| 24 sierpnia 2012 | ERC Ingolstadt | 8:5 | Frölunda HC | Saturn Arena, Ingolstadt |

| Szczegóły      | Szczegóły | Szczegóły       | Szczegóły | Szczegóły    |
| -------------- | --- | --------------- | --- | ------------ |
| Godzina: 19:30 | M. Periard (PP) 02:34 C. Gawlik (EQ) 03:25 C. Gawlik (PP) 11:45 P. Hager (EQ) 16:16 P. Hager (EQ) 35:40 D. Hahn (PP) 55:05 T. Greilinger (EQ) 56:52 J. Ross (EN) 59:53 | (4:3, 1:1, 3:1) | 05:51 (EQ) N. Lasu 17:03 (EQ) F. Brunnström 18:35 (PP) D. Axelsson 33:48 (EQ) M. Kahnberg 51:40 (EQ) M. Rosseli Olsen | Widzów: 2125 |
| Godzina: 19:30 | 24 min |                 | 34 min | Widzów: 2125 |

| 24 sierpnia 2012 | EV Zug | 4:1 | Jokerit | Bossard Arena, Zug |

| Szczegóły      | Szczegóły                                                                             | Szczegóły       | Szczegóły              | Szczegóły    |
| -------------- | ------------------------------------------------------------------------------------- | --------------- | ---------------------- | ------------ |
| Godzina: 19:45 | R. Suri (EQ) 30:50 C. Casutt (EQ) 45:07 A. Wozniewski (EQ) 55:23 J. Holden (EN) 58:34 | (0:1, 1:0, 3:0) | 12:06 (PP) M. Nordlund | Widzów: 3333 |
| Godzina: 19:45 | 16 min                                                                                |                 | 31 min                 | Widzów: 3333 |

| 24 sierpnia 2012 | ZSC Lions | 3:1 | HIFK Hockey | Kunsteisbahn KEK, Küsnacht |

| Szczegóły      | Szczegóły                                                 | Szczegóły       | Szczegóły           | Szczegóły    |
| -------------- | --------------------------------------------------------- | --------------- | ------------------- | ------------ |
| Godzina: 20:00 | G. Brulé (PP) 11:07 R. Wick (EQ) 48:10 R. Wick (EQ) 56:12 | (1:0, 0:1, 2:0) | 22:33 (SH) K. Kuhta | Widzów: 1020 |
| Godzina: 20:00 | 22 min                                                    |                 | 20 min              | Widzów: 1020 |

| 25 sierpnia 2012 | ZSC Lions | 2:3 | Jokerit | Kunsteisbahn KEK, Küsnacht |

| Szczegóły      | Szczegóły                                    | Szczegóły       | Szczegóły                                                           | Szczegóły                                                                 |
| -------------- | -------------------------------------------- | --------------- | ------------------------------------------------------------------- | ------------------------------------------------------------------------- |
| Godzina: 17:30 | P. Bärtschi (PP) 38:27 R. Schäppi (EQ) 58:20 | (0:0, 1:2, 1:1) | 25:15 (PP) E. Lindell 34:45 (PP) O. Väänänen 50:24 (EQ) S. Ben-Amor | Widzów: 1007 Sędzia główny: Michael Küng Sędziowie liniowi: Tobias Wehrli |
| Godzina: 17:30 | 16 min                                       |                 | 24 min                                                              | Widzów: 1007 Sędzia główny: Michael Küng Sędziowie liniowi: Tobias Wehrli |

| 25 sierpnia 2012 | EV Zug | 5:4 pk. | HIFK Hockey | Bossard Arena, Zug |

| Szczegóły      | Szczegóły | Szczegóły                 | Szczegóły                                                                                 | Szczegóły                                                                   |
| -------------- | --- | ------------------------- | ----------------------------------------------------------------------------------------- | --------------------------------------------------------------------------- |
| Godzina: 18:00 | S. Lindemann (EQ) 02:54 C. Casutt (PP) 18:23 C. Casutt (PP) 57:26 R. Suri (PP) 59:06 B.-O. Christen (PS) 65:00 | (2:1, 0:1, 2:2, 0:0, 1:0) | 11:25 (EQ) T. Redenbach 36:01 (EQ) A. Luttinen 51:24 (PP) V. Peltonen 52:42 (PP) K. Kuhta | Widzów: 2508 Sędzia główny: Stefan Eichmann Sędziowie liniowi: Marc Wiegand |
| Godzina: 18:00 | 22 min |                           | 26 min                                                                                    | Widzów: 2508 Sędzia główny: Stefan Eichmann Sędziowie liniowi: Marc Wiegand |

| 25 sierpnia 2012 | Adler Mannheim | 2:4 | Färjestads BK | Olympia-Kunsteisstadion, Ga-Pa |

| Szczegóły      | Szczegóły                                      | Szczegóły       | Szczegóły                                                                                  | Szczegóły                                                                   |
| -------------- | ---------------------------------------------- | --------------- | ------------------------------------------------------------------------------------------ | --------------------------------------------------------------------------- |
| Godzina: 19:30 | Y. Seidenberg (PP) 59:32 M. Plachta (EQ) 59:49 | (0:1, 0:3, 2:0) | 09:02 (EQ) O.-K. Tollefsen 18:08 (PP) P. Lundh 22:36 (EQ) M. Røymark 57:26 (EQ) V. Lajunen | Widzów: 6458 Sędzia główny: Marcus Brill Sędziowie liniowi: Carsten Lenhart |
| Godzina: 19:30 | 20 min                                         |                 | 34 min                                                                                     | Widzów: 6458 Sędzia główny: Marcus Brill Sędziowie liniowi: Carsten Lenhart |

| 26 sierpnia 2012 | Adler Mannheim | 1:3 | Frölunda HC | Olympia-Kunsteisstadion, Ga-Pa |

| Szczegóły      | Szczegóły            | Szczegóły       | Szczegóły                                                            | Szczegóły    |
| -------------- | -------------------- | --------------- | -------------------------------------------------------------------- | ------------ |
| Godzina: 15:00 | M. Glumac (PP) 40:28 | (0:2, 0:0, 1:1) | 01:02 (EQ) D. Axelsson 16:09 (EQ) A. Axelsson 51:19 (EQ) A. Axelsson | Widzów: 6435 |
| Godzina: 15:00 | 30 min               |                 | 12 min                                                               | Widzów: 6435 |

| 26 sierpnia 2012 | ERC Ingolstadt | 6:5 pd. | Färjestads BK | Saturn Arena, Ingolstadt |

| Szczegóły      | Szczegóły | Szczegóły            | Szczegóły | Szczegóły    |
| -------------- | --- | -------------------- | --- | ------------ |
| Godzina: 18:30 | J. Ross (EQ) 02:00 D. Hahn (PP) 17:53 M. Fröhlich (SH) 39:34 J. Ficenec (EQ) 45:01 J. Laliberte (EQ) 58:40 J. Motzko (PP) 61:09 | (2:2, 1:1, 2:2, 1:0) | 00:34 (EQ) P. Lundh 03:37 (EQ) M. Paulsson 22:59 (EQ) V. Lajunen 42:54 (PP) V. Lajunen 52:24 (EQ) J. Hillding | Widzów: 2185 |
| Godzina: 18:30 | 30 min |                      | 39 min | Widzów: 2185 |

| 29 sierpnia 2012 | ERC Ingolstadt | 4:2 | Adler Mannheim | Saturn Arena, Ingolstadt |

| Szczegóły      | Szczegóły                                                                        | Szczegóły       | Szczegóły                                 | Szczegóły                                    |
| -------------- | -------------------------------------------------------------------------------- | --------------- | ----------------------------------------- | -------------------------------------------- |
| Godzina: 19:30 | D. Hahn (PP) 02:32 D. Dinger (EQ) 05:54 J. Motzko (EQ) 33:23 T. Bouck (EQ) 43:29 | (1:1, 2:1, 1:0) | 18:45 (PP) F. Mauer 36:11 (PP) C. Ullmann | Widzów: 2232 Sędzia główny: Georgij Jablukow |
| Godzina: 19:30 | 14 min                                                                           |                 | 14 min                                    | Widzów: 2232 Sędzia główny: Georgij Jablukow |

| 31 sierpnia 2012 | HIFK Hockey | 3:4 pk. | Jokerit | Helsinki Ice Hall, Helsinki |

| Szczegóły      | Szczegóły                                                            | Szczegóły                 | Szczegóły                                                                                | Szczegóły                                                                    |
| -------------- | -------------------------------------------------------------------- | ------------------------- | ---------------------------------------------------------------------------------------- | ---------------------------------------------------------------------------- |
| Godzina: 18:30 | V. Peltonen (EQ) 11:24 E. Somervuori (PP) 48:43 R. Talaja (PP) 51:39 | (1:0, 0:0, 2:3, 0:0, 0:1) | 55:05 (PP) M. Nordlund 56:50 (EQ) T. Teräväinen 59:48 (PP) R. Hahl 65:00 (PS) E. Lindell | Widzów: 3976 Sędzia główny: Mikko Kaukokari Sędziowie liniowi: Tom Laaksonen |
| Godzina: 18:30 | 14 min                                                               |                           | 29 min                                                                                   | Widzów: 3976 Sędzia główny: Mikko Kaukokari Sędziowie liniowi: Tom Laaksonen |

| 31 sierpnia 2012 | Färjestads BK | 3:2 pk. | Frölunda HC | Löfbergs Lila Arena, Karlstad |

| Szczegóły      | Szczegóły                                                  | Szczegóły                 | Szczegóły                                      | Szczegóły                                                               |
| -------------- | ---------------------------------------------------------- | ------------------------- | ---------------------------------------------- | ----------------------------------------------------------------------- |
| Godzina: 19:00 | J. Connolly (EQ) 20:59 Åslund (EQ) 49:07 Åslund (PS) 65:00 | (0:1, 1:0, 1:1, 0:0, 1:0) | 11:09 (PP) F. Eriksson 48:46 (PP) J. Lundqvist | Widzów: 2105 Sędzia główny: Mikael Holm Sędziowie liniowi: Per Claesson |
| Godzina: 19:00 | 29 min                                                     |                           | 16 min                                         | Widzów: 2105 Sędzia główny: Mikael Holm Sędziowie liniowi: Per Claesson |

| 31 sierpnia 2012 | Adler Mannheim | 4:3 pk. | ERC Ingolstadt | SAP Arena, Mannheim |

| Szczegóły      | Szczegóły                                                                          | Szczegóły                 | Szczegóły                                                         | Szczegóły                                                                       |
| -------------- | ---------------------------------------------------------------------------------- | ------------------------- | ----------------------------------------------------------------- | ------------------------------------------------------------------------------- |
| Godzina: 19:30 | M. Glumac (EQ) 18:31 K. Magowan (EQ) 18:58 F. Mauer (EQ) 42:36 F. Mauer (PS) 65:00 | (1:2, 1:1, 1:0, 0:0, 1:0) | 01:06 (EQ) J. Ross 16:48 (PP) A. Oblinger 21:15 (EQ) J. Laliberte | Widzów: 6154 Sędzia główny: Lars Brüggemann Sędziowie liniowi: Markus Krawinkel |
| Godzina: 19:30 | 18 min                                                                             |                           | 14 min                                                            | Widzów: 6154 Sędzia główny: Lars Brüggemann Sędziowie liniowi: Markus Krawinkel |

| 31 sierpnia 2012 | EV Zug | 4:1 | ZSC Lions | Bossard Arena, Zug |

| Szczegóły      | Szczegóły                                                                               | Szczegóły       | Szczegóły            | Szczegóły                                                                |
| -------------- | --------------------------------------------------------------------------------------- | --------------- | -------------------- | ------------------------------------------------------------------------ |
| Godzina: 19:45 | R. Suri (PP) 06:23 T. Helbling (EQ) 13:37 B.-O. Christen (PP) 19:15 F. Lüthi (EQ) 52:28 | (2:1, 0:0, 2:0) | 13:01 (EQ) M. Maurer | Widzów: 3112 Sędzia główny: Brent Reiber Sędziowie liniowi: Marc Wiegand |
| Godzina: 19:45 | 18 min                                                                                  |                 | 14 min               | Widzów: 3112 Sędzia główny: Brent Reiber Sędziowie liniowi: Marc Wiegand |

| 1 września 2012 | Frölunda HC | 2:3 pk. | Färjestads BK | Frölundaborg, Göteborg |

| Szczegóły      | Szczegóły                                  | Szczegóły                 | Szczegóły                                                     | Szczegóły                                                                    |
| -------------- | ------------------------------------------ | ------------------------- | ------------------------------------------------------------- | ---------------------------------------------------------------------------- |
| Godzina: 16:00 | D. Lynch (PP) 47:59 M. Kahnberg (EQ) 55:59 | (0:0, 0:1, 2:1, 0:0, 0:1) | 38:56 (PP) C. Berglund 59:54 (EQ) R. Wallin 65:00 (PS) C. Lee | Widzów: 3151 Sędzia główny: Morgan Johansson Sędziowie liniowi: Marcus Linde |
| Godzina: 16:00 | 10 min                                     |                           | 16 min                                                        | Widzów: 3151 Sędzia główny: Morgan Johansson Sędziowie liniowi: Marcus Linde |

| 1 września 2012 | Jokerit | 5:1 | HIFK Hockey | Hartwall Areena, Helsinki |

| Szczegóły      | Szczegóły | Szczegóły       | Szczegóły                | Szczegóły                                                                       |
| -------------- | --- | --------------- | ------------------------ | ------------------------------------------------------------------------------- |
| Godzina: 17:00 | T. Pulkkinen (PP) 05:30 I. Filppula (PP) 12:49 I. Filppula (PP) 21:01 Eronen (PP) 52:52 B. Eaves (SH, EN) 59:06 | (2:1, 1:0, 2:0) | 11:30 (PP) E. Somervuori | Widzów: 4671 Sędzia główny: Jukka Hakkarainen Sędziowie liniowi: Mikko Vanninen |
| Godzina: 17:00 | 129 min |                 | 148 min                  | Widzów: 4671 Sędzia główny: Jukka Hakkarainen Sędziowie liniowi: Mikko Vanninen |

| 1 września 2012 | ZSC Lions | 2:4 | EV Zug | Eishalle Oerlikon, Oerlikon |

| Szczegóły      | Szczegóły                                      | Szczegóły       | Szczegóły                                                                          | Szczegóły                                                                  |
| -------------- | ---------------------------------------------- | --------------- | ---------------------------------------------------------------------------------- | -------------------------------------------------------------------------- |
| Godzina: 19:00 | J. Tambellini (PP) 16:31 R. Schäppi (EQ) 37:17 | (1:1, 1:2, 0:1) | 01:14 (EQ) J. Holden 21:32 (EQ) C. Casutt 38:57 (EQ) L. Omark 50:16 (SH) Y. Blaser | Widzów: 1206 Sędzia główny: Danny Kurmann Sędziowie liniowi: Nicolas Fluri |
| Godzina: 19:00 | 45 min                                         |                 | 37 min                                                                             | Widzów: 1206 Sędzia główny: Danny Kurmann Sędziowie liniowi: Nicolas Fluri |

| 6 września 2012 | HIFK Hockey | 0:4 | Färjestads BK | Helsinki Ice Hall, Helsinki |

| Szczegóły      | Szczegóły | Szczegóły       | Szczegóły                                                                               | Szczegóły                                                                       |
| -------------- | --------- | --------------- | --------------------------------------------------------------------------------------- | ------------------------------------------------------------------------------- |
| Godzina: 18:30 |           | (0:0, 0:3, 0:1) | 31:38 (EQ) M. Nygren 31:57 (EQ) M. Nygren 34:31 (PP) M. Paulsson 48:47 (EQ) C. Berglund | Widzów: 1411 Sędzia główny: Jukka Hakkarainen Sędziowie liniowi: Joonas Pinomaa |
| Godzina: 18:30 | 26 min    |                 | 18 min                                                                                  | Widzów: 1411 Sędzia główny: Jukka Hakkarainen Sędziowie liniowi: Joonas Pinomaa |

| 7 września 2012 | Jokerit | 7:1 | Frölunda HC | Hartwall Areena, Helsinki |

| Szczegóły      | Szczegóły | Szczegóły       | Szczegóły              | Szczegóły                                                                    |
| -------------- | --- | --------------- | ---------------------- | ---------------------------------------------------------------------------- |
| Godzina: 18:30 | T. Eronen (EQ) 07:26 T. Eronen (EQ) 08:24 T. Henritius (EQ) 18:23 S. Moses (EQ) 20:33 J. Rask (EQ) 23:00 S. Moses (PP) 30:22 T. Pulkkinen (EQ) 34:39 | (3:1, 4:0, 0:0) | 08:04 (PP) F. Sjöström | Widzów: 3052 Sędzia główny: Mikko Kaukokari Sędziowie liniowi: Tom Laaksonen |
| Godzina: 18:30 | 6 min |                 | 6 min                  | Widzów: 3052 Sędzia główny: Mikko Kaukokari Sędziowie liniowi: Tom Laaksonen |

| 7 września 2012 | EV Zug | 5:4 pd. | ERC Ingolstadt | Bossard Arena, Zug |

| Szczegóły      | Szczegóły | Szczegóły            | Szczegóły                                                                                     | Szczegóły                                                                 |
| -------------- | --- | -------------------- | --------------------------------------------------------------------------------------------- | ------------------------------------------------------------------------- |
| Godzina: 19:45 | P. Fischer (EQ) 03:53 C. Casutt (EQ) 11:19 C. Casutt (PP) 19:05 F. Sutter (EQ) 48:39 A. Wozniewski (EQ) 61:00 | (3:0, 0:2, 1:2, 1:0) | 31:27 (PP) M. Periard 33:12 (PP) J. Laliberte 53:15 (EQ) J. Laliberte 59:14 (EQ) J. Laliberte | Widzów: 3134 Sędzia główny: Marco Prugger Sędziowie liniowi: Brent Reiber |
| Godzina: 19:45 | 18 min |                      | 57 min                                                                                        | Widzów: 3134 Sędzia główny: Marco Prugger Sędziowie liniowi: Brent Reiber |

| 7 września 2012 | ZSC Lions | 3:2 | Adler Mannheim | Kunsteisbahn KEK, Küsnacht |

| Szczegóły      | Szczegóły                                                          | Szczegóły       | Szczegóły                                   | Szczegóły                                                                 |
| -------------- | ------------------------------------------------------------------ | --------------- | ------------------------------------------- | ------------------------------------------------------------------------- |
| Godzina: 20:00 | R. Wick (EQ) 17:54 A. Ambühl (SH) 39:51 C. Baltisberger (EQ) 52:00 | (1:0, 1:0, 1:2) | 45:59 (EQ) M. Plachta 46:47 (EQ) C. Ullmann | Widzów: 1050 Sędzia główny: Andreas Koch Sędziowie liniowi: Danny Kurmann |
| Godzina: 20:00 | 35 min                                                             |                 | 72 min                                      | Widzów: 1050 Sędzia główny: Andreas Koch Sędziowie liniowi: Danny Kurmann |

| 16 października 2012 | Adler Mannheim | 5:4 | EV Zug | SAP Arena, Mannheim |

| Szczegóły      | Szczegóły | Szczegóły       | Szczegóły                                                                                    | Szczegóły                                                                        |
| -------------- | --- | --------------- | -------------------------------------------------------------------------------------------- | -------------------------------------------------------------------------------- |
| Godzina: 19:30 | C. Ullmann (EQ) 12:13 A. Mitchell (EQ) 13:25 F. Mauer (EQ) 04:23 J. Sifers (EQ) 06:58 C. MacDonald (EQ) 13:16 | (1:1, 1:1, 3:2) | 06:56 (EQ) H. Zetterberg 19:28 (EQ) J. Holden 10:07 (EQ) H. Zetterberg 18:44 (EQ) D. Brunner | Widzów: 5935 Sędzia główny: Lars Brüggemann Sędziowie liniowi: Daniel Piechaczek |
| Godzina: 19:30 | 14 min |                 | 10 min                                                                                       | Widzów: 5935 Sędzia główny: Lars Brüggemann Sędziowie liniowi: Daniel Piechaczek |

| 22 października 2012 | Frölunda HC | 0:8 | HIFK Hockey | Frölundaborg, Göteborg |

| Szczegóły      | Szczegóły | Szczegóły       | Szczegóły | Szczegóły                                             |
| -------------- | --------- | --------------- | --- | ----------------------------------------------------- |
| Godzina: 19:00 |           | (0:3, 0:1, 0:4) | 04:55 (EQ) J. Salmi 13:55 (EQ) V. Peltonen 15:38 (EQ) S. Liivik 22:55 (EQ) R. Talaja 45:18 (EQ) A. Luttinen 49:47 (EQ) I. Pakarinen 51:03 (EQ) A. Luttinen 53:09 (EQ) R. Talaja | Widzów: 818 Sędzia główny: N/A Sędziowie liniowi: N/A |
| Godzina: 19:00 | 2 min     |                 | 6 min | Widzów: 818 Sędzia główny: N/A Sędziowie liniowi: N/A |

| 28 października 2012 | Färjestads BK | 4:1 | Jokerit | Löfbergs Lila Arena, Karlstad |

| Szczegóły      | Szczegóły                                                                          | Szczegóły       | Szczegóły           | Szczegóły                                                                  |
| -------------- | ---------------------------------------------------------------------------------- | --------------- | ------------------- | -------------------------------------------------------------------------- |
| Godzina: 19:00 | P. Åslund (EQ) 01:05 P. Lundh (EQ) 31:14 M. Nygren (EQ) 38:12 J. Sifers (EQ) 06:58 | (1:1, 2:0, 1:0) | 18:32 (EQ) S. Moses | Widzów: 4439 Sędzia główny: Pehr Claesson Sędziowie liniowi: David Bergman |
| Godzina: 19:00 | 8 min                                                                              |                 | 6 min               | Widzów: 4439 Sędzia główny: Pehr Claesson Sędziowie liniowi: David Bergman |

Tabela Dywizji Zachodniej
| Lp. | Zespół         | M | Pkt | W | WpD | PpD | P | G + | G – | +/- |
| --- | -------------- | - | --- | - | --- | --- | - | --- | --- | --- |
| 1   | Färjestads BK  | 8 | 17  | 4 | 2   | 1   | 1 | 29  | 17  | +12 |
| 2   | EV Zug         | 8 | 16  | 4 | 2   | 0   | 2 | 30  | 21  | +9  |
| 3   | Jokerit        | 8 | 15  | 4 | 1   | 1   | 2 | 24  | 18  | +6  |
| 4   | ERC Ingolstadt | 8 | 14  | 3 | 1   | 3   | 1 | 34  | 30  | +4  |
| 5   | Frölunda HC    | 8 | 11  | 3 | 0   | 2   | 3 | 18  | 32  | -14 |
| 6   | HIFK Hockey    | 8 | 8   | 2 | 0   | 2   | 4 | 24  | 26  | -2  |
| 7   | ZSC Lions      | 8 | 8   | 2 | 1   | 0   | 5 | 17  | 24  | -7  |
| 8   | Adler Mannheim | 8 | 7   | 1 | 2   | 0   | 5 | 18  | 26  | -8  |

Lp. = lokata, M = liczba rozegranych spotkań, Pkt = Liczba zdobytych punktów, W = Wygrane, WpD = Wygrane po dogrywce lub karnych, PpD = Porażki po dogrywce lub karnych, P = Porażki, G+ = Gole strzelone, G- = Gole stracone, +/- = bilans bramek

### Dywizja Północna
| 17 sierpnia 2012 | Oulun Kärpät | 3:5 | Red Bull Salzburg | Kajaani Arena, Kajaani |

| Szczegóły      | Szczegóły                                                        | Szczegóły       | Szczegóły | Szczegóły                                                                   |
| -------------- | ---------------------------------------------------------------- | --------------- | --- | --------------------------------------------------------------------------- |
| Godzina: 19:00 | T. Kähkönen (EQ) 01:03 V. Pokka (PP) 04:17 A. Ohtamaa (EQ) 43:35 | (2:1, 0:2, 1:2) | 09:11 (EQ) R. Glenn 20:44 (PP) R. Duncan 32:45 (PP) R. Kinasewich 46:22 (PP) M. Trattnig 59:11 (EN) T. Raffl | Widzów: 948 Sędzia główny: Vesa Keränen Sędziowie liniowi: Tuomo Sorakangas |
| Godzina: 19:00 | 14 min                                                           |                 | 16 min | Widzów: 948 Sędzia główny: Vesa Keränen Sędziowie liniowi: Tuomo Sorakangas |

| 17 sierpnia 2012 | Luleå HF | 5:2 | HC Czeskie Budziejowice | Coop Arena, Luleå |

| Szczegóły      | Szczegóły | Szczegóły       | Szczegóły                               | Szczegóły                                                                |
| -------------- | --- | --------------- | --------------------------------------- | ------------------------------------------------------------------------ |
| Godzina: 19:00 | C. Abbott (EQ) 01:52 T. Koivisto (PP) 13:14 C. Abbott (PP) 33:44 N. Olausson (EQ) 43:10 K. Fabricius (EN) 59:13 | (2:1, 1:0, 2:1) | 17:16 (SH) R. Dej 58:22 (EQ) R. Vráblík | Widzów: 3305 Sędzia główny: Tobias Björk Sędziowie liniowi: Linus Öhlund |
| Godzina: 19:00 | 6 min |                 | 18 min                                  | Widzów: 3305 Sędzia główny: Tobias Björk Sędziowie liniowi: Linus Öhlund |

| 17 sierpnia 2012 | Eisbären Berlin | 6:4 | HC Pilzno 1929 | O2 World, Berlin |

| Szczegóły      | Szczegóły | Szczegóły       | Szczegóły                                                                            | Szczegóły                                                                   |
| -------------- | --- | --------------- | ------------------------------------------------------------------------------------ | --------------------------------------------------------------------------- |
| Godzina: 19:30 | D. Bielke (EQ) 14:15 F. Hördler (EQ) 16:19 J. Talbot (EQ) 18:07 J. Talbot (PP) 21:56 D. Weiß (EQ) 24:00 T.J. Mulock (SH) 26:54 | (3:0, 3:3, 0:1) | 37:32 (SH) O. Kratěna 38:21 (EQ) V. Pletka 39:29 (EQ) J. Kovar 59:14 (EQ) J. Jeřábek | Widzów: 7200 Sędzia główny: Marcus Brill Sędziowie liniowi: Carsten Lenhart |
| Godzina: 19:30 | 6 min |                 | 47 min                                                                               | Widzów: 7200 Sędzia główny: Marcus Brill Sędziowie liniowi: Carsten Lenhart |

| 17 sierpnia 2012 | Hamburg Freezers | 7:3 | HC Kometa Brno | Kunsteisstadion, Crimmitschau |

| Szczegóły      | Szczegóły | Szczegóły       | Szczegóły                                                      | Szczegóły                                                                    |
| -------------- | --- | --------------- | -------------------------------------------------------------- | ---------------------------------------------------------------------------- |
| Godzina: 20:00 | J. Flaake (EQ) 04:34 B. Reid (EQ) 07:52 J. Flaake (EQ) 39:33 K. Schmidt (EQ) 42:16 T. Dolak (EQ) 42:40 J. Jakobsen (EQ) 49:28 G. Festerling (EQ) 57:00 | (2:1, 1:1, 4:1) | 01:59 (PP) H. Zohorna 35:32 (EQ) R. Dlouhý 53:56 (PP) M. Holec | Widzów: 1257 Sędzia główny: Richard Schütz Sędziowie liniowi: Jens Steinecke |
| Godzina: 20:00 | 26 min |                 | 40 min                                                         | Widzów: 1257 Sędzia główny: Richard Schütz Sędziowie liniowi: Jens Steinecke |

| 19 sierpnia 2012 | Hamburg Freezers | 3:2 | HC Pilzno 1929 | Eisarena, Bremerhaven |

| Szczegóły      | Szczegóły                                                             | Szczegóły       | Szczegóły                                   | Szczegóły                                                               |
| -------------- | --------------------------------------------------------------------- | --------------- | ------------------------------------------- | ----------------------------------------------------------------------- |
| Godzina: 16:00 | D. Westcott (PP) 06:44 T. Oppenheimer (PP) 19:07 C. Murphy (EQ) 19:31 | (3:0, 0:1, 0:1) | 31:37 (EQ) N. Johnson 50:49 (SH) J. Hanzlík | Widzów: 1412 Sędzia główny: Steffen Klau Sędziowie liniowi: Ramin Yazdi |
| Godzina: 16:00 | 66 min                                                                |                 | 96 min                                      | Widzów: 1412 Sędzia główny: Steffen Klau Sędziowie liniowi: Ramin Yazdi |

| 19 sierpnia 2012 | Eisbären Berlin | 6:1 | HC Kometa Brno | O2 World, Berlin |

| Szczegóły      | Szczegóły | Szczegóły       | Szczegóły           | Szczegóły    |
| -------------- | --- | --------------- | ------------------- | ------------ |
| Godzina: 16:30 | M. Foy (PP) 07:23 J. Sharrow (EQ) 20:46 Ty. Mulock (EQ) 21:54 M. Katic (PP) 23:02 M. Foy (PP) 35:39 M. Foy (PP) 47:20 | (1:0, 4:0, 1:1) | 49:14 (EQ) M. Holec | Widzów: 6200 |
| Godzina: 16:30 | 6 min |                 | 37 min              | Widzów: 6200 |

| 19 sierpnia 2012 | Oulun Kärpät | 3:1 | HC Czeskie Budziejowice | Raahe Ice Arena, Raahe |

| Szczegóły      | Szczegóły                                                        | Szczegóły       | Szczegóły             | Szczegóły                                                                    |
| -------------- | ---------------------------------------------------------------- | --------------- | --------------------- | ---------------------------------------------------------------------------- |
| Godzina: 17:00 | T. Kähkönen (PP) 08:52 T. Plíhal (PP) 25:08 T. Plíhal (EN) 59:31 | (1:0, 1:0, 1:1) | 48:57 (EQ) A. Kotalík | Widzów: 936 Sędzia główny: Hannu Henriksson Sędziowie liniowi: Anssi Salonen |
| Godzina: 17:00 | 6 min                                                            |                 | 14 min                | Widzów: 936 Sędzia główny: Hannu Henriksson Sędziowie liniowi: Anssi Salonen |

| 19 sierpnia 2012 | Luleå HF | 7:2 | Red Bull Salzburg | Coop Arena, Luleå |

| Szczegóły      | Szczegóły | Szczegóły       | Szczegóły                                          | Szczegóły                                                                |
| -------------- | --- | --------------- | -------------------------------------------------- | ------------------------------------------------------------------------ |
| Godzina: 17:00 | A. Hedman (EQ) 03:57 D. Mannberg (EQ) 12:32 C. Abbott (PS) 17:18 T. Koivisto (EQ) 19:39 K. Fabricius (EQ) 31:46 J. Sandström (EQ) 46:24 T. Koivisto (PP) 57:51 | (4:2, 1:0, 2:0) | 15:48 (PP) R. Kinasewich 19:08 (PP) J. DiBenedetto | Widzów: 3909 Sędzia główny: Tobias Björk Sędziowie liniowi: Linus Öhlund |
| Godzina: 17:00 | 62 min |                 | 49 min                                             | Widzów: 3909 Sędzia główny: Tobias Björk Sędziowie liniowi: Linus Öhlund |

| 21 sierpnia 2012 | Luleå HF | 3:1 | Oulun Kärpät | Coop Arena, Luleå |

| Szczegóły      | Szczegóły                                                        | Szczegóły       | Szczegóły              | Szczegóły                                                                 |
| -------------- | ---------------------------------------------------------------- | --------------- | ---------------------- | ------------------------------------------------------------------------- |
| Godzina: 19:00 | J. Jakobs (EQ) 17:33 N. Fogström (EQ) 50:12 A. Hedman (EN) 58:27 | (1:0, 0:1, 2:0) | 06:07 (EQ) J. Huovinen | Widzów: 4065 Sędzia główny: Mikael Noord Sędziowie liniowi: Pehr Claesson |
| Godzina: 19:00 | 10 min                                                           |                 | 0 min                  | Widzów: 4065 Sędzia główny: Mikael Noord Sędziowie liniowi: Pehr Claesson |

| 24 sierpnia 2012 | HC Pilzno 1929 | 3:2 pd. | Oulun Kärpät | CEZ Arena, Pilzno |

| Szczegóły      | Szczegóły                                                        | Szczegóły            | Szczegóły                                   | Szczegóły    |
| -------------- | ---------------------------------------------------------------- | -------------------- | ------------------------------------------- | ------------ |
| Godzina: 17:30 | N. Johnson (EQ) 00:53 V. Pletka (PP) 27:18 O. Kratěna (EQ) 60:35 | (1:1, 1:0, 0:1, 1:0) | 05:24 (EQ) M. Halava 40:00 (PP) J. Junttila | Widzów: 1607 |
| Godzina: 17:30 | 8 min                                                            |                      | 24 min                                      | Widzów: 1607 |

| 24 sierpnia 2012 | HC Czeskie Budziejowice | 4:3 | Hamburg Freezers | Budvar Arena, Czeskie Budziejowice |

| Szczegóły      | Szczegóły                                                                                 | Szczegóły       | Szczegóły                                                          | Szczegóły   |
| -------------- | ----------------------------------------------------------------------------------------- | --------------- | ------------------------------------------------------------------ | ----------- |
| Godzina: 17:30 | P. Kašpařík (EQ) 08:26 J. Langhammer (PP) 16:19 L. Květoň (PP) 25:00 L. Květoň (PP) 35:57 | (1:1, 2:0, 1:2) | 07:44 (SH) M. Pettinger 18:36 (EQ) M. Pettinger 41:35 (EQ) D. Wolf | Widzów: 750 |
| Godzina: 17:30 | 16 min                                                                                    |                 | 18 min                                                             | Widzów: 750 |

| 24 sierpnia 2012 | HC Kometa Brno | 2:6 | Luleå HF | Kajot Arena, Brno |

| Szczegóły      | Szczegóły                               | Szczegóły       | Szczegóły | Szczegóły    |
| -------------- | --------------------------------------- | --------------- | --- | ------------ |
| Godzina: 18:00 | M. Holec (EQ) 17:30 M. Holec (EQ) 19:49 | (2:3, 0:0, 0:3) | 06:20 (EQ) P. Skrbek 08:50 (PP) L. Persson 16:58 (EQ) C. Abbott 41:35 (EQ) T.Koivisto 54:37 (SH) J. Vihko 58:08 (EQ) T. Koivisto | Widzów: 1727 |
| Godzina: 18:00 | 12 min                                  |                 | 14 min | Widzów: 1727 |

| 24 sierpnia 2012 | Red Bull Salzburg | 1:4 | Eisbären Berlin | Eisarena Salzburg, Salzburg |

| Szczegóły      | Szczegóły                 | Szczegóły       | Szczegóły                                                                             | Szczegóły                                                                       |
| -------------- | ------------------------- | --------------- | ------------------------------------------------------------------------------------- | ------------------------------------------------------------------------------- |
| Godzina: 19:15 | A. Pallestrang (EQ) 58:25 | (0:1, 0:2, 1:1) | 15:17 (PP) J. Arniel 23:55 (EQ) A. Rankel 37:35 (EQ) J. Sharrow 59:23 (SH) J. Sharrow | Widzów: 2689 Sędzia główny: Roland Kellner Sędziowie liniowi: Christian Potocan |
| Godzina: 19:15 | 20 min                    |                 | 12 min                                                                                | Widzów: 2689 Sędzia główny: Roland Kellner Sędziowie liniowi: Christian Potocan |

| 26 sierpnia 2012 | HC Kometa Brno | 2:3 | Oulun Kärpät | Kajot Arena, Brno |

| Szczegóły      | Szczegóły                               | Szczegóły                 | Szczegóły                                                          | Szczegóły    |
| -------------- | --------------------------------------- | ------------------------- | ------------------------------------------------------------------ | ------------ |
| Godzina: 17:00 | L. Čermák (EQ) 34:48 R. Erat (EQ) 56:44 | (0:0, 1:1, 1:1, 0:0, 0:1) | 38:17 (EQ) J. Viuhkola 50:35 (PP) T. Plíhal 65:00 (PS) T. Kähkönen | Widzów: 1546 |
| Godzina: 17:00 | 51 min                                  |                           | 53 min                                                             | Widzów: 1546 |

| 26 sierpnia 2012 | HC Czeskie Budziejowice | 1:2 | Eisbären Berlin | Budvar Arena, Czeskie Budziejowice |

| Szczegóły      | Szczegóły           | Szczegóły       | Szczegóły                              | Szczegóły                                                                     |
| -------------- | ------------------- | --------------- | -------------------------------------- | ----------------------------------------------------------------------------- |
| Godzina: 17:00 | P. Mikuš (EQ) 18:39 | (1:1, 0:1, 0:0) | 12:16 (PP) M. Foy 37:23 (EQ) A. Rankel | Widzów: 1700 Sędzia główny: Vladimir Sindler Sędziowie liniowi: Roman Svoboda |
| Godzina: 17:00 | 6 min               |                 | 12 min                                 | Widzów: 1700 Sędzia główny: Vladimir Sindler Sędziowie liniowi: Roman Svoboda |

| 26 sierpnia 2012 | HC Pilzno 1929 | 1:4 | Luleå HF | CEZ Arena, Pilzno |

| Szczegóły      | Szczegóły           | Szczegóły       | Szczegóły                                                                               | Szczegóły    |
| -------------- | ------------------- | --------------- | --------------------------------------------------------------------------------------- | ------------ |
| Godzina: 17:30 | J. Kovář (EQ) 27:27 | (0:0, 1:2, 0:2) | 25:41 (EQ) K. Fabricius 28:46 (EQ) L. Klasen 43:13 (EQ) P. Skrbek 59:45 (EN) Ch. Abbott | Widzów: 1505 |
| Godzina: 17:30 | 16 min              |                 | 4 min                                                                                   | Widzów: 1505 |

| 26 sierpnia 2012 | Red Bull Salzburg | 3:1 | Hamburg Freezers | Eisarena Salzburg, Salzburg |

| Szczegóły      | Szczegóły                                                                    | Szczegóły       | Szczegóły            | Szczegóły                                                                  |
| -------------- | ---------------------------------------------------------------------------- | --------------- | -------------------- | -------------------------------------------------------------------------- |
| Godzina: 19:15 | A. Kristler (EQ) 05:10 J. Bischofberger (EQ) 07:38 J. DiBenedetto (EQ) 53:51 | (2:0, 0:0, 1:1) | 50:08 (EQ) C. Murphy | Widzów: 2100 Sędzia główny: Ulrich Erd Sędziowie liniowi: Ladislav Smetana |
| Godzina: 19:15 | 12 min                                                                       |                 | 12 min               | Widzów: 2100 Sędzia główny: Ulrich Erd Sędziowie liniowi: Ladislav Smetana |

| 30 sierpnia 2012 | Oulun Kärpät | 2:4 | Luleå HF | Tornio Arena, Tornio |

| Szczegóły      | Szczegóły                                   | Szczegóły       | Szczegóły                                                                                   | Szczegóły                                                              |
| -------------- | ------------------------------------------- | --------------- | ------------------------------------------------------------------------------------------- | ---------------------------------------------------------------------- |
| Godzina: 18:30 | M. Salomäki (PP) 25:22 M. Halava (EQ) 46:12 | (0:0, 1:2, 1:2) | 27:17 (EQ) K. Fabricius 38:00 (EQ) C. Abbott 45:56 (EQ) L. Persson 59:20 (EN) D. Gunnarsson | Widzów: 775 Sędzia główny: Vesa Keränen Sędziowie liniowi: Joonas Kova |
| Godzina: 18:30 | 6 min                                       |                 | 12 min                                                                                      | Widzów: 775 Sędzia główny: Vesa Keränen Sędziowie liniowi: Joonas Kova |

| 30 sierpnia 2012 | Red Bull Salzburg | 0:3 | HC Czeskie Budziejowice | Eisarena Salzburg, Salzburg |

| Szczegóły      | Szczegóły | Szczegóły       | Szczegóły                                                        | Szczegóły                                                                      |
| -------------- | --------- | --------------- | ---------------------------------------------------------------- | ------------------------------------------------------------------------------ |
| Godzina: 19:15 |           | (0:2, 0:0, 0:1) | 06:01 (EQ) L. Kveton 17:17 (EQ) R. Cerveny 51:08 (EQ) R. Cerveny | Widzów: 2057 Sędzia główny: Thomas Bernecker Sędziowie liniowi: Michael Graber |
| Godzina: 19:15 | 45 min    |                 | 10 min                                                           | Widzów: 2057 Sędzia główny: Thomas Bernecker Sędziowie liniowi: Michael Graber |

| 31 sierpnia 2012 | HC Pilzno 1929 | 1:2 | HC Kometa Brno | CEZ Arena, Pilzno |

| Szczegóły      | Szczegóły           | Szczegóły       | Szczegóły                                    | Szczegóły                                                                     |
| -------------- | ------------------- | --------------- | -------------------------------------------- | ----------------------------------------------------------------------------- |
| Godzina: 17:30 | M. Gulas (EQ) 20:16 | (0:0, 1:1, 0:1) | 24:14 (EQ) F. Krejcirik 59:29 (EQ) J. Hruska | Widzów: 1418 Sędzia główny: Vladimir Sindler Sędziowie liniowi: Roman Svoboda |
| Godzina: 17:30 | 6 min               |                 | 10 min                                       | Widzów: 1418 Sędzia główny: Vladimir Sindler Sędziowie liniowi: Roman Svoboda |

| 31 sierpnia 2012 | HC Czeskie Budziejowice | 3:5 | Red Bull Salzburg | Budvar Arena, Czeskie Budziejowice |

| Szczegóły      | Szczegóły                                                  | Szczegóły       | Szczegóły | Szczegóły                                                                     |
| -------------- | ---------------------------------------------------------- | --------------- | --- | ----------------------------------------------------------------------------- |
| Godzina: 17:30 | J. Suja (EQ) 42:08 S. Dietz (EQ) 47:42 P. Mikus (EQ) 53:16 | (0:2, 0:1, 3:2) | 06:03 (EQ) T. Maxwell 19:39 (PP) S. Regier 25:11 (EQ) J. DiBenedetto 56:15 (EQ) M. Trattnig 59:17 (SH) S. Regier | Widzów: 1100 Sędzia główny: Pavel Hodek Sędziowie liniowi: František Kalivoda |
| Godzina: 17:30 | 39 min                                                     |                 | 56 min | Widzów: 1100 Sędzia główny: Pavel Hodek Sędziowie liniowi: František Kalivoda |

| 1 września 2012 | Eisbären Berlin | 0:3 | Hamburg Freezers | O2 World, Berlin |

| Szczegóły      | Szczegóły | Szczegóły       | Szczegóły                                                                 | Szczegóły                                                                    |
| -------------- | --------- | --------------- | ------------------------------------------------------------------------- | ---------------------------------------------------------------------------- |
| Godzina: 16:30 |           | (0:0, 0:1, 0:2) | 34:28 (EQ) P. Köppchen 46:22 (EQ) G. Festerling 58:42 (EQ) T. Oppenheimer | Widzów: 6900 Sędzia główny: Georg Jakublov Sędziowie liniowi: Richard Schutz |
| Godzina: 16:30 | 24 min    |                 | 26 min                                                                    | Widzów: 6900 Sędzia główny: Georg Jakublov Sędziowie liniowi: Richard Schutz |

| 1 września 2012 | HC Kometa Brno | 7:5 | HC Pilzno 1929 | Kajot Arenaa, Brno |

| Szczegóły      | Szczegóły | Szczegóły       | Szczegóły                                                                                                  | Szczegóły                                                                  |
| -------------- | --- | --------------- | --- | -------------------------------------------------------------------------- |
| Godzina: 18:00 | J. Kovacik (EQ) 00:44 L. Cermak (PP) 11:57 J. Valach (EQ) 17:41 F. Krejcirik (EQ) 34:14 J. Svoboda (EQ) 36:36 T. Svoboda (EQ) 57:56 L. Cermak (EQ) 59:15 | (3:3, 2:1, 2:1) | 06:35 (EQ) M. Gulas 14:13 (PP) V. Pletka 19:02 (EQ) O. Havlicek 29:17 (EQ) O. Kratena 40:36 (EQ) T. Vlasak | Widzów: 1134 Sędzia główny: Antonín Jeřábek Sędziowie liniowi: Petr Blecha |
| Godzina: 18:00 | 18 min |                 | 16 min | Widzów: 1134 Sędzia główny: Antonín Jeřábek Sędziowie liniowi: Petr Blecha |

| 2 września 2012 | Hamburg Freezers | 5:4 pk. | Eisbären Berlin | O2 World, Hamburg |

| Szczegóły      | Szczegóły | Szczegóły                 | Szczegóły                                                                                | Szczegóły                                                                    |
| -------------- | --- | ------------------------- | ---------------------------------------------------------------------------------------- | ---------------------------------------------------------------------------- |
| Godzina: 14:30 | C. Schubert (EQ) 02:40 C. Schubert (EQ) 12:32 P. Köppchen (EQ) 15:32 J. Flaake (EQ) 23:43 M. Pettinger (EN) 60:00 | (3:1, 0:1, 1:2, 0:0, 1:0) | 11:49 (EQ) M. Katic 36:20 (EQ) M. Christensen 43:26 (EQ) A. Rankel 52:05 (EQ) J. Baxmann | Widzów: 6031 Sędzia główny: Georg Jablukov Sędziowie liniowi: Jens Steinecke |
| Godzina: 14:30 | 12 min |                           | 9 min                                                                                    | Widzów: 6031 Sędzia główny: Georg Jablukov Sędziowie liniowi: Jens Steinecke |

| 4 września 2012 | Oulun Kärpät | 4:5 pk. | Hamburg Freezers | Oulun Energia Areena, Oulu |

| Szczegóły      | Szczegóły                                                                                 | Szczegóły                 | Szczegóły | Szczegóły                                                                    |
| -------------- | ----------------------------------------------------------------------------------------- | ------------------------- | --- | ---------------------------------------------------------------------------- |
| Godzina: 18:30 | I. Huml (EQ) 06:06 J. Norman (EQ) 18:54 J. Komulainen (EQ) 46:21 J. Komulainen (EQ) 52:55 | (2:2, 0:1, 2:1, 0:0, 0:1) | 04:19 (EQ) T. Oppenheimer 18:06 (EQ) N. Krämmer 21:34 (EQ) T. Oppenheimer 49:13 (EQ) B. Reid 60:00 (EN) R. Collins | Widzów: 3712 Sędzia główny: Vesa Keränen Sędziowie liniowi: Tuomo Sorakangas |
| Godzina: 18:30 | 4 min                                                                                     |                           | 10 min | Widzów: 3712 Sędzia główny: Vesa Keränen Sędziowie liniowi: Tuomo Sorakangas |

| 8 września 2012 | Hamburg Freezers | 1:4 | Luleå HF | Eishalle Rostock, Rostock |

| Szczegóły      | Szczegóły             | Szczegóły       | Szczegóły                                                                           | Szczegóły                                                                     |
| -------------- | --------------------- | --------------- | ----------------------------------------------------------------------------------- | ----------------------------------------------------------------------------- |
| Godzina: 16:00 | N. Krämmer (EQ) 46:33 | (0:0, 0:2, 1:2) | 27:01 (EQ) J. Jakobs 27:57 (EQ) J. Jakobs 51:41 (EQ) C. Abbott 59:28 (EQ) P. Skrbek | Widzów: 1635 Sędzia główny: Richard Schutz Sędziowie liniowi: Lars Brüggemann |
| Godzina: 16:00 | 22 min                |                 | 20 min                                                                              | Widzów: 1635 Sędzia główny: Richard Schutz Sędziowie liniowi: Lars Brüggemann |

| 8 września 2012 | Eisbären Berlin | 3:0 | Oulun Kärpät | O2 World, Berlin |

| Szczegóły      | Szczegóły                                                       | Szczegóły       | Szczegóły | Szczegóły                                                                       |
| -------------- | --------------------------------------------------------------- | --------------- | --------- | ------------------------------------------------------------------------------- |
| Godzina: 16:30 | J. Sharrow (EQ) 00:38 M. Katic (EQ) 18:37 J. Sharrow (EQ) 28:20 | (2:0, 1:0, 0:0) |           | Widzów: 6800 Sędzia główny: Stefen Bauer Sędziowie liniowi: Michael Krahwinkiel |
| Godzina: 16:30 | 8 min                                                           |                 | 6 min     | Widzów: 6800 Sędzia główny: Stefen Bauer Sędziowie liniowi: Michael Krahwinkiel |

| 16 października 2012 | Red Bull Salzburg | 2:3 | HC Kometa Brno | Eisarena Salzburg, Salzburg |

| Szczegóły      | Szczegóły                                    | Szczegóły       | Szczegóły                                                           | Szczegóły                                                                       |
| -------------- | -------------------------------------------- | --------------- | ------------------------------------------------------------------- | ------------------------------------------------------------------------------- |
| Godzina: 19:15 | T. Raffl (EQ) 25:24 R. Kinasewich (EQ) 54:29 | (0:0, 1:1, 1:2) | 21:58 (EQ) M. Hruska 50:38 (EQ) R. Petrovický 57:35 (EQ) H. Zohorna | Widzów: 1151 Sędzia główny: Thomas Bernecker Sędziowie liniowi: Richard Falkner |
| Godzina: 19:15 | 10 min                                       |                 | 14 min                                                              | Widzów: 1151 Sędzia główny: Thomas Bernecker Sędziowie liniowi: Richard Falkner |

| 17 października 2012 | HC Czeskie Budziejowice | 3:2 | HC Pilzno 1929 | Budvar Arena, Czeskie Budziejowice |

| Szczegóły      | Szczegóły                                                   | Szczegóły       | Szczegóły                                 | Szczegóły                                                               |
| -------------- | ----------------------------------------------------------- | --------------- | ----------------------------------------- | ----------------------------------------------------------------------- |
| Godzina: 17:30 | L. Kriz (EQ) 03:31 E. Turek (EQ) 07:16 T. Rousek (EQ) 51:29 | (2:0, 0:1, 1:1) | 25:30 (EQ) M. Herman 59:54 (EQ) M. Herman | Widzów: 510 Sędzia główny: Petr Lacina Sędziowie liniowi: Stefan Soucek |
| Godzina: 17:30 | 6 min                                                       |                 | 6 min                                     | Widzów: 510 Sędzia główny: Petr Lacina Sędziowie liniowi: Stefan Soucek |

| 23 października 2012 | Luleå HF | 0:2 | Eisbären Berlin | Coop Arena, Luleå |

| Szczegóły      | Szczegóły | Szczegóły       | Szczegóły                                | Szczegóły                                                                         |
| -------------- | --------- | --------------- | ---------------------------------------- | --------------------------------------------------------------------------------- |
| Godzina: 19:00 |           | (0:0, 0:1, 0:1) | 35:51 (EQ) C. Braun 58:04 (EQ) J. Talbot | Widzów: 4245 Sędzia główny: Marcus Winnerborg Sędziowie liniowi: Morgan Johansson |
| Godzina: 19:00 | 6 min     |                 | 4 min                                    | Widzów: 4245 Sędzia główny: Marcus Winnerborg Sędziowie liniowi: Morgan Johansson |

| 27 listopada 2012 | HC Pilzno 1929 | 5:3 | EC Red Bull Salzburg | CEZ Arena, Pilzno |

| Szczegóły      | Szczegóły                                                                                               | Szczegóły       | Szczegóły                                                                | Szczegóły                                                                |
| -------------- | --- | --------------- | ------------------------------------------------------------------------ | ------------------------------------------------------------------------ |
| Godzina: 17:30 | R. Hollweg (PP) 10:32 D. Pejchar (PP) 31:02 M. Herman (EQ) 38:57 M. Herman (EQ) 48:20 J. Lev (EQ) 53:31 | (1:1, 2:2, 2:0) | 07:44 (EQ) J. Bischofberger 24:33 (PP) A. Kristler 35:38 (PP) K. Komarek | Widzów: 1345 Sędzia główny: Jiří Svoboda Sędziowie liniowi: Martin Fraňo |
| Godzina: 17:30 | 6 min.                                                                                                  |                 | 12 min.                                                                  | Widzów: 1345 Sędzia główny: Jiří Svoboda Sędziowie liniowi: Martin Fraňo |

| 28 listopada 2012 | HC Kometa Brno | 4:1 | HC Czeskie Budziejowice | Kajot Arenaa, Brno |

| Szczegóły      | Szczegóły                                                                          | Szczegóły       | Szczegóły         | Szczegóły                                                                 |
| -------------- | ---------------------------------------------------------------------------------- | --------------- | ----------------- | ------------------------------------------------------------------------- |
| Godzina: 18:00 | T. Dujsik (PP) 36:06 M. Holec (EQ) 37:20 H. Zohorna (EQ) 38:19 M. Holec (EQ) 39:32 | (0:0, 4:0, 0:1) | 50:43 (PP) R. Dej | Widzów: 734 Sędzia główny: Roman Polák Sędziowie liniowi: Antonín Jeřábek |
| Godzina: 18:00 | 6 min.                                                                             |                 | 6 min.            | Widzów: 734 Sędzia główny: Roman Polák Sędziowie liniowi: Antonín Jeřábek |

Tabela Dywizji Północnej
| Lp. | Zespół                  | M | Pkt | W | WpD | PpD | P | G + | G – | +/- |
| --- | ----------------------- | - | --- | - | --- | --- | - | --- | --- | --- |
| 1   | Luleå HF                | 8 | 21  | 7 | 0   | 0   | 1 | 33  | 13  | +20 |
| 2   | Eisbären Berlin         | 8 | 19  | 6 | 0   | 1   | 1 | 27  | 15  | +12 |
| 3   | Hamburg Freezers        | 8 | 13  | 3 | 2   | 0   | 3 | 28  | 24  | +4  |
| 4   | HC Kometa Brno          | 8 | 13  | 4 | 0   | 1   | 3 | 24  | 31  | -7  |
| 5   | HC Czeskie Budziejowice | 8 | 9   | 3 | 0   | 0   | 5 | 18  | 24  | -6  |
| 6   | EC Red Bull Salzburg    | 8 | 9   | 3 | 0   | 0   | 5 | 21  | 29  | -8  |
| 7   | Oulun Kärpät            | 8 | 7   | 1 | 1   | 2   | 4 | 18  | 26  | -8  |
| 8   | HC Pilzno 1929          | 8 | 5   | 1 | 1   | 0   | 6 | 23  | 30  | -7  |

Lp. = lokata, M = liczba rozegranych spotkań, Pkt = Liczba zdobytych punktów, W = Wygrane, WpD = Wygrane po dogrywce lub karnych, PpD = Porażki po dogrywce lub karnych, P = Porażki, G+ = Gole strzelone, G- = Gole stracone, +/- = bilans bramek

### Dywizja Południowa
| 31 lipca 2012 | Piráti Chomutov | 5:6 pk. | Slovan Bratysława | Multifunkcni Arena Chomutov, Chomutov |

| Szczegóły      | Szczegóły                                                                                                 | Szczegóły                 | Szczegóły | Szczegóły                                                               |
| -------------- | --- | ------------------------- | --- | ----------------------------------------------------------------------- |
| Godzina: 17:30 | D. Hruška (PP) 02:19 B. Palin (EQ) 48:13 R. Hrabák (EQ) 49:49 M. Prochazka (PP) 50:47 B. Palin (PP) 53:27 | (1:2, 0:1, 4:2, 0:0, 0:1) | 09:19 (EQ) M. Bližňák 14:42 (EQ) M. Bakoš 32:53 (EQ) M. Vondrka 41:09 (EQ) M. Preisinger 52:09 (EQ) A. Šťastný 65:00 (PS) M. Miklík | Widzów: 3082 Sędzia główny: Pavel Hodek Sędziowie liniowi: Tomas Turcan |
| Godzina: 17:30 | 16 min |                           | 30 min | Widzów: 3082 Sędzia główny: Pavel Hodek Sędziowie liniowi: Tomas Turcan |

| 10 sierpnia 2012 | Slovan Bratysława | 2:1 pk. | Vienna Capitals | Slovnaft Arena, Bratysława |

| Szczegóły      | Szczegóły                                   | Szczegóły                 | Szczegóły            | Szczegóły                                    |
| -------------- | ------------------------------------------- | ------------------------- | -------------------- | -------------------------------------------- |
| Godzina: 18:00 | M. Bližňák (EQ) 19:05 M. Vondrka (PS) 65:00 | (1:0, 0:1, 0:0, 0:0, 1:0) | 20:22 (EQ) J. Fraser | Widzów: 6097 Sędzia główny: Vladimír Baluška |
| Godzina: 18:00 | 12 min                                      |                           | 42 min               | Widzów: 6097 Sędzia główny: Vladimír Baluška |

| 14 sierpnia 2012 | Slovan Bratysława | 3:5 | Sparta Praga | Slovnaft Arena, Bratysława |

| Szczegóły      | Szczegóły                                                           | Szczegóły       | Szczegóły                                                                                          | Szczegóły                                                                      |
| -------------- | ------------------------------------------------------------------- | --------------- | -------------------------------------------------------------------------------------------------- | ------------------------------------------------------------------------------ |
| Godzina: 18:00 | R. Kukumberg (EQ) 12:16 M. Vondrka (PP) 28:13 P. Ölvecky (EQ) 41:41 | (1:1, 1:2, 1:2) | 14:42 (EQ) M. Forman 25:39 (EQ) P. Jánský 31:32 (EQ) J. Hlinka 41:27 (EQ) P. Ton 59:56 (EN) P. Ton | Widzów: 8843 Sędzia główny: Vladimír Baluška Sędziowie liniowi: Robert Mullner |
| Godzina: 18:00 | 27 min                                                              |                 | 10 min                                                                                             | Widzów: 8843 Sędzia główny: Vladimír Baluška Sędziowie liniowi: Robert Mullner |

| 17 sierpnia 2012 | Kalevan Pallo | 1:5 | Sparta Praga | Niiralan Monttu, Kuopio |

| Szczegóły      | Szczegóły                 | Szczegóły       | Szczegóły                                                                                                | Szczegóły                                                                  |
| -------------- | ------------------------- | --------------- | --- | -------------------------------------------------------------------------- |
| Godzina: 18:30 | J. Kolehmainen (EQ) 04:39 | (1:0, 0:3, 0:2) | 21:24 (EQ) J. Hlinka 23:46 (EQ) A. Vallin 33:08 (EQ) P. Jánský 47:46 (EQ) D. Přibyl 53:27 (EQ) D. Přibyl | Widzów: 3056 Sędzia główny: Antti Hämäläinen Sędziowie liniowi: Antti Rönn |
| Godzina: 18:30 | 4 min                     |                 | 12 min                                                                                                   | Widzów: 3056 Sędzia główny: Antti Hämäläinen Sędziowie liniowi: Antti Rönn |

| 17 sierpnia 2012 | Jyväskylän Pallo | 4:5 pk. | Piráti Chomutov | Synergia-areena, Jyväskylä |

| Szczegóły      | Szczegóły                                                                                   | Szczegóły                 | Szczegóły                                                                                              | Szczegóły                                                                  |
| -------------- | ------------------------------------------------------------------------------------------- | ------------------------- | --- | -------------------------------------------------------------------------- |
| Godzina: 18:30 | A. Jaatinen (PP) 17:39 O. Sipiläinen (EQ) 24:38 J. Lepine (EQ) 35:32 A. Jaatinen (EQ) 38:41 | (1:2, 3:2, 0:0, 0:0, 0:1) | 01:14 (EQ) M. Zálešák 06:22 (PP) M. Kraft 25:29 (PP) K. Hromas 26:41 (PP) M. Kraft 65:00 (PS) J. Rutta | Widzów: 2703 Sędzia główny: Timo Metsälä Sędziowie liniowi: Teemu Salminen |
| Godzina: 18:30 | 8 min                                                                                       |                           | 16 min                                                                                                 | Widzów: 2703 Sędzia główny: Timo Metsälä Sędziowie liniowi: Teemu Salminen |

| 17 sierpnia 2012 | Linköpings HC | 4:2 | Slovan Bratysława | Cloetta Center, Linköping |

| Szczegóły      | Szczegóły                                                                                     | Szczegóły       | Szczegóły                                  | Szczegóły                                                                     |
| -------------- | --------------------------------------------------------------------------------------------- | --------------- | ------------------------------------------ | ----------------------------------------------------------------------------- |
| Godzina: 19:00 | C. Söderberg (EQ) 12:53 P. Arlbrandt (EQ) 28:02 S. Karlsson (EQ) 32:50 S. Ottosson (EQ) 48:27 | (1:0, 2:0, 1:2) | 49:29 (PP) J. Sigalet 55:34 (EQ) M. Kytnár | Widzów: 3149 Sędzia główny: Wolmer Edqvist Sędziowie liniowi: Mikael Sjöqvist |
| Godzina: 19:00 | 16 min                                                                                        |                 | 14 min                                     | Widzów: 3149 Sędzia główny: Wolmer Edqvist Sędziowie liniowi: Mikael Sjöqvist |

| 17 sierpnia 2012 | HV71 | 3:1 | Vienna Capitals | Kinnarps Arena, Jönköping |

| Szczegóły      | Szczegóły                                                 | Szczegóły       | Szczegóły             | Szczegóły                                                                        |
| -------------- | --------------------------------------------------------- | --------------- | --------------------- | -------------------------------------------------------------------------------- |
| Godzina: 19:00 | J. Krog (PP) 26:24 M. Trygg (EQ) 29:35 J. Krog (PP) 55:52 | (0:1, 2:0, 1:0) | 02:31 (PP) J. Ferland | Widzów: 2767 Sędzia główny: Christer Lärking Sędziowie liniowi: Morgan Johansson |
| Godzina: 19:00 | 8 min                                                     |                 | 22 min                | Widzów: 2767 Sędzia główny: Christer Lärking Sędziowie liniowi: Morgan Johansson |

| 19 sierpnia 2012 | HV71 | 2:0 | Slovan Bratysława | Kinnarps Arena, Jönköping |

| Szczegóły      | Szczegóły                                     | Szczegóły       | Szczegóły | Szczegóły    |
| -------------- | --------------------------------------------- | --------------- | --------- | ------------ |
| Godzina: 15:00 | W. Karlsson (EQ) 07:26 F. Sandberg (PP) 36:18 | (1:0, 1:0, 0:0) |           | Widzów: 2249 |
| Godzina: 15:00 | 12 min                                        |                 | 14 min    | Widzów: 2249 |

| 19 sierpnia 2012 | Linköpings HC | 3:4 pk. | Vienna Capitals | Cloetta Center, Linköping |

| Szczegóły      | Szczegóły                                                      | Szczegóły                 | Szczegóły                                                                                | Szczegóły                                                                      |
| -------------- | -------------------------------------------------------------- | ------------------------- | ---------------------------------------------------------------------------------------- | ------------------------------------------------------------------------------ |
| Godzina: 16:00 | S. Karlsson (PP) 12:08 A. Jämtin (EQ) 13:27 C. Fish (EQ) 39:45 | (2:2, 1:1, 0:0, 0:0, 0:1) | 05:31 (PP) F. Fortier 06:05 (EQ) M. Olsson 30:23 (SH) M. Schlacher 65:00 (PS) F. Fortier | Widzów: 2725 Sędzia główny: Markus Winnerborg Sędziowie liniowi: Sören Persson |
| Godzina: 16:00 | 37 min                                                         |                           | 30 min                                                                                   | Widzów: 2725 Sędzia główny: Markus Winnerborg Sędziowie liniowi: Sören Persson |

| 19 sierpnia 2012 | Kalevan Pallo | 3:4 pk. | Piráti Chomutov | Niiralan Monttu, Kuopio |

| Szczegóły      | Szczegóły                                                            | Szczegóły                 | Szczegóły                                                                           | Szczegóły                                                                 |
| -------------- | -------------------------------------------------------------------- | ------------------------- | ----------------------------------------------------------------------------------- | ------------------------------------------------------------------------- |
| Godzina: 17:00 | M. Kuparinen (SH) 16:16 S. Salminen (EQ) 38:46 A.Lehkonen (EQ) 40:30 | (1:1, 1:0, 1:2, 0:0, 0:1) | 10:50 (PP) M. Kraft 44:53 (PP) M. Zálešák 50:08 (EQ) D. Hruška 65:00 (PS) L. Pulpan | Widzów: 2548 Sędzia główny: Kimmo Nilsen Sędziowie liniowi: Ville Stigell |
| Godzina: 17:00 | 12 min                                                               |                           | 10 min                                                                              | Widzów: 2548 Sędzia główny: Kimmo Nilsen Sędziowie liniowi: Ville Stigell |

| 19 sierpnia 2012 | Jyväskylän Pallo | 4:5 pd. | Sparta Praga | Synergia-areena, Jyväskylä |

| Szczegóły      | Szczegóły                                                                            | Szczegóły            | Szczegóły                                                                                              | Szczegóły                                                               |
| -------------- | ------------------------------------------------------------------------------------ | -------------------- | --- | ----------------------------------------------------------------------- |
| Godzina: 18:30 | J. Lepine (PP) 33:46 A. Jaatinen (EQ) 40:23 K. Näkyvä (PP) 46:00 M. Roine (EQ) 50:16 | (0:1, 1:2, 3:1, 0:1) | 10:53 (EQ) A. Vallin 23:52 (PP) T. Milam 37:49 (EQ) Tenkrát 42:00 (EQ) L. Luňák 63:09 (EQ) D. Pacovský | Widzów: 3043 Sędzia główny: Jukka Pelkonen Sędziowie liniowi: Jyri Rönn |
| Godzina: 18:30 | 8 min                                                                                |                      | 43 min                                                                                                 | Widzów: 3043 Sędzia główny: Jukka Pelkonen Sędziowie liniowi: Jyri Rönn |

| 24 sierpnia 2012 | Piráti Chomutov | 3:4 pd. | Linköpings HC | Multifunkcni Arena Chomutov, Chomutov |

| Szczegóły      | Szczegóły                                                      | Szczegóły                 | Szczegóły                                                                                    | Szczegóły    |
| -------------- | -------------------------------------------------------------- | ------------------------- | -------------------------------------------------------------------------------------------- | ------------ |
| Godzina: 18:00 | B. Palin (PP) 15:11 M. Důras (EQ) 39:14 N. Gajovský (PP) 41:47 | (1:0, 1:2, 1:1, 0:0, 0:1) | 28:28 (PP) A. Jämtin 39:30 (EQ) M. Weinhandl 44:21 (PP) M. Weinhandl 65:00 (PS) P. Arlbrandt | Widzów: 2525 |
| Godzina: 18:00 | 22 min                                                         |                           | 42 min                                                                                       | Widzów: 2525 |

| 24 sierpnia 2012 | Slovan Bratysława | 5:0 | Jyväskylän Pallo | Slovnaft Arena, Bratysława |

| Szczegóły      | Szczegóły | Szczegóły       | Szczegóły | Szczegóły                                                               |
| -------------- | --- | --------------- | --------- | ----------------------------------------------------------------------- |
| Godzina: 18:00 | M. Šatan (SH) 14:00 J. Lipšanský (SH) 19:01 J. Lipšanský (EQ) 41:47 M. Daňo (EQ) 42:07 M. Bartovič (EQ) 50:08 | (2:0, 0:0, 3:0) |           | Widzów: 6853 Sędzia główny: Rober Mullner Sędziowie liniowi: Juraj Konc |
| Godzina: 18:00 | 10 min |                 | 4 min     | Widzów: 6853 Sędzia główny: Rober Mullner Sędziowie liniowi: Juraj Konc |

| 24 sierpnia 2012 | Sparta Praga | 2:7 | HV71 | Kalich Arena, Litomierzyce |

| Szczegóły      | Szczegóły                                | Szczegóły       | Szczegóły | Szczegóły   |
| -------------- | ---------------------------------------- | --------------- | --- | ----------- |
| Godzina: 18:30 | M. Broš (EQ) 03:52 P. Tenkrát (EQ) 49:35 | (0:1, 1:3, 1:3) | 01:39 (EQ) J. Fasth 23:21 (EQ) M. Trygg 31:59 (EQ) O. Sundh 36:28 (EQ) R. Rakhshani 46:32 (EQ) P. Carlsson 52:31 (EQ) J. Fasth 55:23 (EQ) J. Krog | Widzów: 830 |
| Godzina: 18:30 | 14 min                                   |                 | 34 min | Widzów: 830 |

| 24 sierpnia 2012 | Vienna Capitals | 5:3 | Kalevan Pallo | Albert Schultz Halle, Wiedeń |

| Szczegóły      | Szczegóły | Szczegóły       | Szczegóły                                                             | Szczegóły                                                                  |
| -------------- | --- | --------------- | --------------------------------------------------------------------- | -------------------------------------------------------------------------- |
| Godzina: 19:15 | B. Gratton (EQ) 00:08 A. Veideman (PP) 08:09 R. Rotter (PP) 30:08 J. Fraser (EQ) 59:28 B. Gratton (EQ) 42:55 | (2:0, 2:3, 1:0) | 20:37 (EQ) S. Kapanen 27:16 (SH) S. Kapanen 38:57 (PP) J. Kolehmainen | Widzów: 3450 Sędzia główny: Erd Ulrich Sędziowie liniowi: Smetana Ladislav |
| Godzina: 19:15 | 24 min |                 | 20 min                                                                | Widzów: 3450 Sędzia główny: Erd Ulrich Sędziowie liniowi: Smetana Ladislav |

| 26 sierpnia 2012 | Sparta Praga | 5:2 | Linköpings HC | Kalich Arena, Litomierzyce |

| Szczegóły      | Szczegóły | Szczegóły       | Szczegóły                                       | Szczegóły   |
| -------------- | --- | --------------- | ----------------------------------------------- | ----------- |
| Godzina: 17:00 | D. Pacovský (PP) 23:45 J. Hanzlík (EQ) 33:33 P. Jánský (EQ) 36:32 D. Pacovský (EQ) 56:32 D. Simon (EN) 56:55 | (0:1, 3:1, 2:0) | 12:08 (SH) C. Söderberg 28:33 (PP) E. Himelfarb | Widzów: 680 |
| Godzina: 17:00 | 16 min |                 | 16 min                                          | Widzów: 680 |

| 26 sierpnia 2012 | Piráti Chomutov | 1:3 | HV71 | Multifunkcni Arena Chomutov, Chomutov |

| Szczegóły      | Szczegóły              | Szczegóły       | Szczegóły                                                            | Szczegóły    |
| -------------- | ---------------------- | --------------- | -------------------------------------------------------------------- | ------------ |
| Godzina: 17:30 | N. Gajovský (EQ) 58:12 | (0:0, 0:2, 1:1) | 27:28 (EQ) S. Strandberg 38:57 (EQ) J. Davidsson 52:12 (EQ) O. Sundh | Widzów: 3069 |
| Godzina: 17:30 | 10 min                 |                 | 22 min                                                               | Widzów: 3069 |

| 26 sierpnia 2012 | Slovan Bratysława | 3:2 pd. | Kalevan Pallo | Slovnaft Arena, Bratysława |

| Szczegóły      | Szczegóły                                                         | Szczegóły            | Szczegóły                                      | Szczegóły                                                               |
| -------------- | ----------------------------------------------------------------- | -------------------- | ---------------------------------------------- | ----------------------------------------------------------------------- |
| Godzina: 18:00 | M. Štajnoch (PP) 36:25 A. Šťastný (EQ) 43:44 M. Kytnár (EQ) 62:00 | (0:2, 1:0, 1:0, 1:0) | 15:27 (EQ) M. Kuparinen 19:22 (PP) A. Lehkonen | Widzów: 6849 Sędzia główny: Juraj Konc Sędziowie liniowi: Rober Mullner |
| Godzina: 18:00 | 6 min                                                             |                      | 8 min                                          | Widzów: 6849 Sędzia główny: Juraj Konc Sędziowie liniowi: Rober Mullner |

| 26 sierpnia 2012 | Vienna Capitals | 3:2 | Jyväskylän Pallo | Albert Schultz Halle, Wiedeń |

| Szczegóły      | Szczegóły                                                       | Szczegóły       | Szczegóły                                 | Szczegóły                                                                      |
| -------------- | --------------------------------------------------------------- | --------------- | ----------------------------------------- | ------------------------------------------------------------------------------ |
| Godzina: 19:15 | J. Fraser (EQ) 29:34 J. Soares (EQ) 49:00 M. Fischer (EQ) 50:35 | (0:0, 1:1, 2:1) | 26:32 (EQ) M. Kalteva 59:17 (EQ) M. Roine | Widzów: 3900 Sędzia główny: Fussi Wolggang Sędziowie liniowi: Kaspar Christian |
| Godzina: 19:15 | 8 min                                                           |                 | 10 min                                    | Widzów: 3900 Sędzia główny: Fussi Wolggang Sędziowie liniowi: Kaspar Christian |

| 29 sierpnia 2012 | Piráti Chomutov | 7:0 | Sparta Praga | Multifunkcni Arena Chomutov, Chomutov |

| Szczegóły      | Szczegóły | Szczegóły       | Szczegóły | Szczegóły    |
| -------------- | --- | --------------- | --------- | ------------ |
| Godzina: 17:30 | P. Lušňák (PP) 14:38 R. Chlouba (PP) 19:57 N. Gajovský (EQ) 38:34 R. Chlouba (PP) 42:38 M. Rýgl (PP) 46:21 J. Hafenrichter (PP) 48:00 M. Důras (EQ) 56:38 | (2:0, 1:0, 4:0) |           | Widzów: 3315 |
| Godzina: 17:30 | 20 min |                 | 12 min    | Widzów: 3315 |

| 30 sierpnia 2012 | Jyväskylän Pallo | 2:5 | Kalevan Pallo | Synergia-areena, Jyväskylä |

| Szczegóły      | Szczegóły                                  | Szczegóły       | Szczegóły | Szczegóły                                                                  |
| -------------- | ------------------------------------------ | --------------- | --- | -------------------------------------------------------------------------- |
| Godzina: 18:30 | M. Myttynen (EQ) 04:26 M. Lahti (EQ) 42:11 | (1:1, 0:3, 1:1) | 16:43 (EQ) S. Salminen 24:10 (EQ) A. Kerälä 32:46 (PP) A. Lehkonen 39:31 (EQ) A. Kerälä 44:37 (EQ) A. Kerälä | Widzów: 2688 Sędzia główny: Timo Metsälä Sędziowie liniowi: Teemu Salminen |
| Godzina: 18:30 | 10 min                                     |                 | 4 min | Widzów: 2688 Sędzia główny: Timo Metsälä Sędziowie liniowi: Teemu Salminen |

| 30 sierpnia 2012 | HV71 | 4:1 | Linköpings HC | Kinnarps Arena, Jönköping |

| Szczegóły      | Szczegóły                                                                          | Szczegóły       | Szczegóły             | Szczegóły                                                                   |
| -------------- | ---------------------------------------------------------------------------------- | --------------- | --------------------- | --------------------------------------------------------------------------- |
| Godzina: 19:00 | M. Nilson (EQ) 06:13 J. Krog (PP) 10:05 J. Krog (PP) 24:32 R. Rakhshani (EQ) 44:33 | (2:0, 1:0, 1:1) | 43:01 (EQ) M. Bäckman | Widzów: 3411 Sędzia główny: Sören Persson Sędziowie liniowi: Wolmer Edqvist |
| Godzina: 19:00 | 16 min                                                                             |                 | 18 min                | Widzów: 3411 Sędzia główny: Sören Persson Sędziowie liniowi: Wolmer Edqvist |

| 31 sierpnia 2012 | Sparta Praga | 1:3 | Piráti Chomutov | Tipsport Arena, Praga |

| Szczegóły      | Szczegóły             | Szczegóły       | Szczegóły                                                     | Szczegóły   |
| -------------- | --------------------- | --------------- | ------------------------------------------------------------- | ----------- |
| Godzina: 18:30 | P. Tenkrát (EQ) 27:17 | (0:2, 1:0, 0:1) | 11:29 (EQ) M. Zálešák 14:13 (PP) M. Důras 42:40 (EQ) M. Důras | Widzów: 750 |
| Godzina: 18:30 | 18 min                |                 | 16 min                                                        | Widzów: 750 |

| 31 sierpnia 2012 | Kalevan Pallo | 2:5 | Jyväskylän Pallo | Kuopion Jäähalli, Kuopio |

| Szczegóły      | Szczegóły                                     | Szczegóły       | Szczegóły                                                                                          | Szczegóły                                                                 |
| -------------- | --------------------------------------------- | --------------- | -------------------------------------------------------------------------------------------------- | ------------------------------------------------------------------------- |
| Godzina: 18:30 | J. Hentunen (EQ) 04:11 M. Kukkonen (EQ) 20:59 | (1:2, 1:1, 0:2) | 03:15 (EQ) R. Abid 12:30 (SH) R. Abid 24:32 (EQ) K. Näkyvä 41:07 (EQ) Y. Auvitu 59:01 (EQ) R. Abid | Widzów: 2664 Sędzia główny: Kimmo Nilsen Sędziowie liniowi: Ville Stikell |
| Godzina: 18:30 | 8 min                                         |                 | 12 min                                                                                             | Widzów: 2664 Sędzia główny: Kimmo Nilsen Sędziowie liniowi: Ville Stikell |

| 31 sierpnia 2012 | Linköpings HC | 1:6 | HV71 | Stångebro Ishall, Linköping |

| Szczegóły      | Szczegóły               | Szczegóły       | Szczegóły | Szczegóły                                                                     |
| -------------- | ----------------------- | --------------- | --- | ----------------------------------------------------------------------------- |
| Godzina: 19:00 | C. Söderberg (EQ) 26:08 | (0:1, 1:5, 0:0) | 02:28 (EQ) J. Thörnberg 23:14 (SH) P. Carlsson 24:50 (EQ) R. Rakhshani 30:04 (EQ) J. Fasth 35:55 (EQ) R. Rakhshani 38:11 (PP) O. Fantenberg | Widzów: 2957 Sędzia główny: Wolmer Edqvist Sędziowie liniowi: Mikael Sjökvist |
| Godzina: 19:00 | 66 min                  |                 | 66 min | Widzów: 2957 Sędzia główny: Wolmer Edqvist Sędziowie liniowi: Mikael Sjökvist |

| 31 sierpnia 2012 | Vienna Capitals | 2:1 pd. | Slovan Bratysława | Albert Schultz Halle, Wiedeń |

| Szczegóły      | Szczegóły                                | Szczegóły            | Szczegóły              | Szczegóły                                                                  |
| -------------- | ---------------------------------------- | -------------------- | ---------------------- | -------------------------------------------------------------------------- |
| Godzina: 19:15 | P. Lakos (EQ) 52:19 Z. Blatný (PP) 60:16 | (0:0, 0:1, 1:0, 1:0) | 38:31 (PP) V. Dravecký | Widzów: 4300 Sędzia główny: Stefan Bauer Sędziowie liniowi: Jens Steinecke |
| Godzina: 19:15 | 10 min                                   |                      | 22 min                 | Widzów: 4300 Sędzia główny: Stefan Bauer Sędziowie liniowi: Jens Steinecke |

| 6 września 2012 | Kalevan Pallo | 3:2 pk. | HV71 | Niiralan Monttu, Kuopio |

| Szczegóły      | Szczegóły                                                             | Szczegóły                 | Szczegóły                                  | Szczegóły                                                                    |
| -------------- | --------------------------------------------------------------------- | ------------------------- | ------------------------------------------ | ---------------------------------------------------------------------------- |
| Godzina: 18:30 | M. Kauppinen (EQ) 50:14 A. Lehkonen (EQ) 53:43 A. Lehkonen (PS) 65:00 | (0:1, 0:0, 2:1, 0:0, 1:0) | 10:29 (EQ) O. Sundh 56:11 (EQ) W. Karlsson | Widzów: 2306 Sędzia główny: Jarno Heikkinen Sędziowie liniowi: Ville Stigell |
| Godzina: 18:30 | 12 min                                                                |                           | 14 min                                     | Widzów: 2306 Sędzia główny: Jarno Heikkinen Sędziowie liniowi: Ville Stigell |

| 7 września 2012 | Jyväskylän Pallo | 3:5 | Linköpings HC | Synergia Areena, Jyväskylä |

| Szczegóły      | Szczegóły                                                        | Szczegóły       | Szczegóły | Szczegóły                                                                      |
| -------------- | ---------------------------------------------------------------- | --------------- | --- | ------------------------------------------------------------------------------ |
| Godzina: 18:30 | É. Perrin (EQ) 17:01 A. Jaatinen (EQ) 21:40 J. Lepine (PP) 24:35 | (1:0, 2:3, 0:2) | 25:44 (EQ) E. Himelfarb 30:26 (PP) A. Jämtin 35:23 (EQ) J. Salmonsson 40:34 (EQ) C. Söderberg 43:35 (PP) P. Arlbrandt | Widzów: 2064 Sędzia główny: Antti Hämäläinen Sędziowie liniowi: Jukka Pelkonen |
| Godzina: 18:30 | 12 min                                                           |                 | 24 min | Widzów: 2064 Sędzia główny: Antti Hämäläinen Sędziowie liniowi: Jukka Pelkonen |

| 16 października 2012 | Sparta Praga | 6:7 | Vienna Capitals | Kalich arena, Litomerice |

| Szczegóły      | Szczegóły | Szczegóły       | Szczegóły | Szczegóły                                                              |
| -------------- | --- | --------------- | --- | ---------------------------------------------------------------------- |
| Godzina: 18:30 | M. Prochazka (EQ) 12:01 M. Prochazka (PP) 45:56 L. Lunak (EQ) 47:40 T. Mojzis (EQ) 48:05 D. Zovinec (PP) 57:07 M. Prochazka (EQ) 59:10 | (1:0, 0:5, 5:2) | 26:42 (EQ) J. Ferland 29:19 (EQ) T. Romano 31:07 (EQ) C. Potter 31:35 (EQ) F. Fortier 34:01 (EQ) T. Romano 53:08 (PP) M. Schlacher 59:05 (EQ) M. Olsson | Widzów: 700 Sędzia główny: Jakub Smitka Sędziowie liniowi: Pavol Hrubý |
| Godzina: 18:30 | 18 min |                 | 18 min | Widzów: 700 Sędzia główny: Jakub Smitka Sędziowie liniowi: Pavol Hrubý |

| 20 października 2012 | HV71 | 2:3 | Jyväskylän Pallo | Kinnarps Arena, Jönköping |

| Szczegóły      | Szczegóły                                    | Szczegóły       | Szczegóły                                                          | Szczegóły                                                                  |
| -------------- | -------------------------------------------- | --------------- | ------------------------------------------------------------------ | -------------------------------------------------------------------------- |
| Godzina: 16:00 | V. Romfors (EQ) 14:42 J. Johnsson (EQ) 34:39 | (1:0, 1:2, 0:1) | 28:21 (EQ) J. Virtanen 34:23 (EQ) M. Myttynen 50:58 (PP) J. Lepine | Widzów: 2087 Sędzia główny: Edqvist Wolmer Sędziowie liniowi: Per Claesson |
| Godzina: 16:00 | 6 min                                        |                 | 6 min                                                              | Widzów: 2087 Sędzia główny: Edqvist Wolmer Sędziowie liniowi: Per Claesson |

| 22 października 2012 | Linköpings HC | 3:2 | Kalevan Pallo | Cloetta Center, Linköping |

| Szczegóły      | Szczegóły                                                        | Szczegóły       | Szczegóły                                    | Szczegóły                                                                           |
| -------------- | ---------------------------------------------------------------- | --------------- | -------------------------------------------- | ----------------------------------------------------------------------------------- |
| Godzina: 19:00 | S. Ottosson (EQ) 04:21 J. Nermark (EQ) 05:28 J. Vrána (PP) 34:15 | (2:1, 1:0, 0:1) | 06:35 (EQ) M. Kauppinen 59:27 (EQ) A. Masuhr | Widzów: 785 Sędzia główny: Christoffer Karlsson Sędziowie liniowi: Vadstena Älvsbyn |
| Godzina: 19:00 | 8 min                                                            |                 | 4 min                                        | Widzów: 785 Sędzia główny: Christoffer Karlsson Sędziowie liniowi: Vadstena Älvsbyn |

| 27 listopada 2012 | Vienna Capitals | 1:6 | Piráti Chomutov | Albert Schultz Halle, Wiedeń |

| Szczegóły      | Szczegóły           | Szczegóły       | Szczegóły | Szczegóły                                                                       |
| -------------- | ------------------- | --------------- | --- | ------------------------------------------------------------------------------- |
| Godzina: 19:15 | S. Nador (EQ) 52:49 | (0:2, 0:3, 1:1) | 04:03 (PP) M. Szakal 06:22 (EQ) R. Chlouba 24:18 (EQ) Z. Ondřej 28:59 (EQ) K. Ton 30:52 (EQ) J. Hammerbauer 48:05 (EQ) K. Ton | Widzów: 2750 Sędzia główny: Michael Graber Sędziowie liniowi: Chridtian Potocan |
| Godzina: 19:15 | 10 min.             |                 | 14 min. | Widzów: 2750 Sędzia główny: Michael Graber Sędziowie liniowi: Chridtian Potocan |

Tabela Dywizji Południowej
| Lp. | Zespół            | M | Pkt | W | WpD | PpD | P | G + | G – | +/- |
| --- | ----------------- | - | --- | - | --- | --- | - | --- | --- | --- |
| 1   | HV71              | 8 | 19  | 6 | 0   | 1   | 0 | 29  | 12  | +17 |
| 2   | Piráti Chomutov   | 8 | 15  | 3 | 2   | 2   | 1 | 34  | 22  | +12 |
| 3   | Vienna Capitals   | 8 | 14  | 3 | 2   | 1   | 2 | 24  | 26  | -2  |
| 4   | Linköpings HC     | 8 | 12  | 3 | 1   | 1   | 3 | 23  | 29  | -6  |
| 5   | Sparta Praga      | 8 | 11  | 3 | 1   | 0   | 4 | 29  | 34  | -5  |
| 6   | Slovan Bratysława | 8 | 10  | 1 | 3   | 1   | 3 | 22  | 21  | +1  |
| 7   | Jyväskylän Pallo  | 8 | 8   | 2 | 0   | 2   | 4 | 23  | 32  | -9  |
| 8   | Kalevan Pallo     | 8 | 7   | 1 | 1   | 2   | 4 | 21  | 29  | -8  |

Lp. = lokata, M = liczba rozegranych spotkań, Pkt = Liczba zdobytych punktów, W = Wygrane, WpD = Wygrane po dogrywce lub karnych, PpD = Porażki po dogrywce lub karnych, P = Porażki, G+ = Gole strzelone, G- = Gole stracone, +/- = bilans bramek

### Dywizja Wschodnia
| 14 sierpnia 2012 | Bílí tygři Liberec | 5:3 | Fribourg-Gottéron | Svijanská aréna, Liberec |

| Szczegóły      | Szczegóły                                                                                              | Szczegóły       | Szczegóły                                                         | Szczegóły    |
| -------------- | --- | --------------- | ----------------------------------------------------------------- | ------------ |
| Godzina: 18:30 | T. Urban (PP) 21:28 D. Špaček (EQ) 25:12 D. Havíř (PP) 33:13 J. Kudrna (EQ) 36:15 J. Kudrna (EN) 60:00 | (0:0, 3:2, 2:1) | 22:08 (EQ) G. Mauldin 35:24 (PP) R. Loeffel 55:46 (EQ) G. Mauldin | Widzów: 1000 |
| Godzina: 18:30 | 16 min                                                                                                 |                 | 26 min                                                            | Widzów: 1000 |

| 17 sierpnia 2012 | Tappara Tampere | 4:1 | HC Pardubice | Hakametsä, Tampere |

| Szczegóły      | Szczegóły                                                                                     | Szczegóły       | Szczegóły          | Szczegóły                                                                     |
| -------------- | --------------------------------------------------------------------------------------------- | --------------- | ------------------ | ----------------------------------------------------------------------------- |
| Godzina: 18:30 | J. Koskiranta (EQ) 10:02 A. Barkov (EQ) 24:49 H. Haapala (PP) 48:28 A. Erkinjuntti (EQ) 50:15 | (1:1, 1:0, 2:0) | 19:41 (PP) V. Kočí | Widzów: 2062 Sędzia główny: Timo Favorin Sędziowie liniowi: Jari-Pekka Pajula |
| Godzina: 18:30 | 12 min                                                                                        |                 | 14 min             | Widzów: 2062 Sędzia główny: Timo Favorin Sędziowie liniowi: Jari-Pekka Pajula |

| 17 sierpnia 2012 | Turun Palloseura | 5:2 | Bílí tygři Liberec | HK Areena, Turku |

| Szczegóły      | Szczegóły | Szczegóły       | Szczegóły                                 | Szczegóły                                                                      |
| -------------- | --- | --------------- | ----------------------------------------- | ------------------------------------------------------------------------------ |
| Godzina: 18:30 | C. Locke (EQ) 05:26 J. Hattunen (EQ) 05:48 J. Seinelä (EQ) 07:27 M. Anttila (PP) 39:12 S. Huhtala (EN) 58:47 | (3:1, 1:1, 1:0) | 18:14 (EQ) L. Vantuch 27:15 (PP) T. Urban | Widzów: 2112 Sędzia główny: Stefan Fonselius Sędziowie liniowi: Aleksi Rantala |
| Godzina: 18:30 | 8 min |                 | 16 min                                    | Widzów: 2112 Sędzia główny: Stefan Fonselius Sędziowie liniowi: Aleksi Rantala |

| 17 sierpnia 2012 | Djurgårdens IF | 4:1 | SC Bern | Hovet, Sztokholm |

| Szczegóły      | Szczegóły                                                                                   | Szczegóły       | Szczegóły             | Szczegóły                                                                      |
| -------------- | ------------------------------------------------------------------------------------------- | --------------- | --------------------- | ------------------------------------------------------------------------------ |
| Godzina: 19:00 | D. Johner (PP) 07:01 M. Sörensen (PP) 08:36 D. Lidström (PP) 37:00 E. Gustafsson (EQ) 55:56 | (2:0, 1:1, 1:0) | 26:06 (PP) B. Ritchie | Widzów: 2023 Sędzia główny: Thomas Andersson Sędziowie liniowi: Patrik Sjöberg |
| Godzina: 19:00 | 14 min                                                                                      |                 | 62 min                | Widzów: 2023 Sędzia główny: Thomas Andersson Sędziowie liniowi: Patrik Sjöberg |

| 17 sierpnia 2012 | Brynäs IF | 4:2 | Fribourg-Gottéron | Läkerol Arena, Gävle |

| Szczegóły      | Szczegóły                                                                                | Szczegóły       | Szczegóły                                | Szczegóły                                                                     |
| -------------- | ---------------------------------------------------------------------------------------- | --------------- | ---------------------------------------- | ----------------------------------------------------------------------------- |
| Godzina: 19:00 | D. Widing (PP) 13:32 J. Harju (EQ) 27:59 J. Sundqvist (EQ) 43:35 J. Nordqvist (EN) 58:28 | (1:0, 2:0, 1:2) | 51:22 (PP) P. Rosa 58:12 (PP) S. Jeannin | Widzów: 3138 Sędzia główny: Tomas Andersson Sędziowie liniowi: Patrik Sjöberg |
| Godzina: 19:00 | 8 min                                                                                    |                 | 12 min                                   | Widzów: 3138 Sędzia główny: Tomas Andersson Sędziowie liniowi: Patrik Sjöberg |

| 18 sierpnia 2012 | Djurgårdens IF | 1:0 | Fribourg-Gottéron | Hovet, Sztokholm |

| Szczegóły      | Szczegóły              | Szczegóły       | Szczegóły | Szczegóły                                                                |
| -------------- | ---------------------- | --------------- | --------- | ------------------------------------------------------------------------ |
| Godzina: 16:00 | H. Eriksson (EQ) 39:41 | (0:0, 1:0, 0:0) |           | Widzów: 1700 Sędzia główny: Linus Öhlund Sędziowie liniowi: Tobias Björk |
| Godzina: 16:00 | 8 min                  |                 | 8 min     | Widzów: 1700 Sędzia główny: Linus Öhlund Sędziowie liniowi: Tobias Björk |

| 18 sierpnia 2012 | Tappara Tampere | 7:2 | Bílí tygři Liberec | Hakametsä, Tampere |

| Szczegóły      | Szczegóły | Szczegóły       | Szczegóły                                  | Szczegóły                                                                      |
| -------------- | --- | --------------- | ------------------------------------------ | ------------------------------------------------------------------------------ |
| Godzina: 17:00 | H. Haapala (PP) 13:37 A. Barkov (PP) 21:39 C. Connolly (EQ) 23:33 J. Ahtola (PP) 37:45 T. Mäntylä (PP) 39:39 J. Ahtola (EQ) 52:44 A. Erkinjuntti (PP) 56:16 | (1:1, 4:1, 2:0) | 15:16 (EQ) T. Urban 24:24 (EQ) P. Galamboš | Widzów: 2595 Sędzia główny: Hannu Henriksson Sędziowie liniowi: Jussi Leppänen |
| Godzina: 17:00 | 14 min |                 | 20 min                                     | Widzów: 2595 Sędzia główny: Hannu Henriksson Sędziowie liniowi: Jussi Leppänen |

| 18 sierpnia 2012 | Brynäs IF | 3:4 pk. | SC Bern | Läkerol Arena, Gävle |

| Szczegóły      | Szczegóły                                                             | Szczegóły                 | Szczegóły                                                                            | Szczegóły                                                                     |
| -------------- | --------------------------------------------------------------------- | ------------------------- | ------------------------------------------------------------------------------------ | ----------------------------------------------------------------------------- |
| Godzina: 18:00 | J. Nordqvist (EQ) 12:16 S. Enterfeldt (PP) 22:28 D. Widing (EQ) 26:39 | (1:0, 0:0, 2:3, 0:0, 0:1) | 49:05 (EQ) P. Berger 55:08 (EQ) D. Rubin 59:39 (EQ) R. Gardner 65:00 (PS) R. Gardner | Widzów: 2873 Sędzia główny: Wolmer Edqvist Sędziowie liniowi: Mikael Sjöqvist |
| Godzina: 18:00 | 10 min                                                                |                           | 10 min                                                                               | Widzów: 2873 Sędzia główny: Wolmer Edqvist Sędziowie liniowi: Mikael Sjöqvist |

| 19 sierpnia 2012 | Turun Palloseura | 2:4 | HC Pardubice | HK Areena, Turku |

| Szczegóły      | Szczegóły                                 | Szczegóły       | Szczegóły                                                                            | Szczegóły                                                                      |
| -------------- | ----------------------------------------- | --------------- | ------------------------------------------------------------------------------------ | ------------------------------------------------------------------------------ |
| Godzina: 17:00 | T. Laakso (PP) 10:04 T. Laakso (EQ) 42:24 | (1:0, 0:1, 1:3) | 35:00 (EQ) R. Somík 50:49 (EQ) V. Benák 54:29 (EQ) J. Cetkovský 58:18 (PP) P. Brendl | Widzów: 2276 Sędzia główny: Aleksi Rantala Sędziowie liniowi: Stefan Fonselius |
| Godzina: 17:00 | 6 min                                     |                 | 20 min                                                                               | Widzów: 2276 Sędzia główny: Aleksi Rantala Sędziowie liniowi: Stefan Fonselius |

| 24 sierpnia 2012 | HC Pardubice | 6:2 | Brynäs IF | CEZ Arena, Pardubice |

| Szczegóły      | Szczegóły | Szczegóły       | Szczegóły                                       | Szczegóły                               |
| -------------- | --- | --------------- | ----------------------------------------------- | --------------------------------------- |
| Godzina: 18:00 | R. Kousal (EQ) 22:05 V. Kočí (PP) 27:00 M. Šagát (PP) 29:06 L. Nahodil (EQ) 34:30 J. Starý (EQ) 51:53 J. Kolář (EQ) 57:29 | (1:0, 4:1, 2:0) | 02:06 (EQ) A. Thuresson 22:51 (EQ) J. Granström | Widzów: 2854 Sędzia główny: René Hradil |
| Godzina: 18:00 | 24 min |                 | 14 min                                          | Widzów: 2854 Sędzia główny: René Hradil |

| 24 sierpnia 2012 | Bílí tygři Liberec | 6:2 | Djurgårdens IF | Tipsport Arena, Liberec |

| Szczegóły      | Szczegóły | Szczegóły       | Szczegóły                                       | Szczegóły                                |
| -------------- | --- | --------------- | ----------------------------------------------- | ---------------------------------------- |
| Godzina: 18:30 | T. Urban (EQ) 06:47 T. Urban (EQ) 25:37 A. Dušek (EQ) 26:48 P. Nedvěd (EQ) 28:12 T. Filippi (EQ) 37:17 L. Vantuch (EQ) 38:10 | (1:1, 5:0, 0:1) | 05:49 (EQ) T. Eriksson 55:24 (EQ) L. Blomstrand | Widzów: 1573 Sędzia główny: Michal Hrubý |
| Godzina: 18:30 | 10 min |                 | 18 min                                          | Widzów: 1573 Sędzia główny: Michal Hrubý |

| 24 sierpnia 2012 | SC Bern | 1:4 | Turun Palloseura | Postfinance Arena, Berno |

| Szczegóły      | Szczegóły              | Szczegóły       | Szczegóły                                                                                     | Szczegóły    |
| -------------- | ---------------------- | --------------- | --------------------------------------------------------------------------------------------- | ------------ |
| Godzina: 18:30 | C. Bertschy (EQ) 02:42 | (1:1, 0:2, 0:1) | 04:37 (EQ) V. Vahalahti 28:30 (EQ) B. Willsie 14:15 (PP) R. Ristolainen 59:58 (EN) M. Anttila | Widzów: 1137 |
| Godzina: 18:30 | 14 min                 |                 | 24 min                                                                                        | Widzów: 1137 |

| 24 sierpnia 2012 | Fribourg-Gottéron | 2:3 pk. | Tappara Tampere | BCF Arena, Fryburg |

| Szczegóły      | Szczegóły                                    | Szczegóły                 | Szczegóły                                                                  | Szczegóły    |
| -------------- | -------------------------------------------- | ------------------------- | -------------------------------------------------------------------------- | ------------ |
| Godzina: 19:45 | S. Jeannin (EQ) 15:28 T. Vauclair (EQ) 30:23 | (0:0, 1:1, 1:1, 0:0, 0:1) | 04:35 (EQ) A. Erkinjuntti 36:54 (EQ) J. Makkonen 65:00 (PS) A. Erkinjuntti | Widzów: 1111 |
| Godzina: 19:45 | 10 min                                       |                           | 35 min                                                                     | Widzów: 1111 |

| 25 sierpnia 2012 | Bílí tygři Liberec | 1:2 | Brynäs IF | Tipsport Arena, Liberec |

| Szczegóły      | Szczegóły           | Szczegóły       | Szczegóły                                 | Szczegóły                                |
| -------------- | ------------------- | --------------- | ----------------------------------------- | ---------------------------------------- |
| Godzina: 17:00 | A. Dušek (EQ) 10:16 | (1:1, 0:0, 0:1) | 15:53 (EQ) D. Persson 58:02 (EQ) J. Harju | Widzów: 1471 Sędzia główny: Michal Hrubý |
| Godzina: 17:00 | 24 min              |                 | 22 min                                    | Widzów: 1471 Sędzia główny: Michal Hrubý |

| 25 sierpnia 2012 | Fribourg-Gottéron | 2:1 pd. | Turun Palloseura | BCF Arena, Fryburg |

| Szczegóły      | Szczegóły                                | Szczegóły            | Szczegóły             | Szczegóły                                                                    |
| -------------- | ---------------------------------------- | -------------------- | --------------------- | ---------------------------------------------------------------------------- |
| Godzina: 17:30 | R. Loeffel (PP) 41:40 P. Rosa (PP) 64:49 | (0:1, 0:0, 1:0, 1:0) | 17:44 (EQ) Koskiranta | Widzów: 1227 Sędzia główny: Jimmy Bergamelli Sędziowie liniowi: Damien Velay |
| Godzina: 17:30 | 24 min                                   |                      | 36 min                | Widzów: 1227 Sędzia główny: Jimmy Bergamelli Sędziowie liniowi: Damien Velay |

| 25 sierpnia 2012 | HC Pardubice | 5:1 | Djurgårdens IF | CEZ Arena, Pardubice |

| Szczegóły      | Szczegóły                                                                                           | Szczegóły       | Szczegóły                | Szczegóły    |
| -------------- | --------------------------------------------------------------------------------------------------- | --------------- | ------------------------ | ------------ |
| Godzina: 18:00 | M. Šagát (EQ) 03:18 V. Kočí (PP) 05:08 V. Sičák (EQ) 08:36 R. Kousal (SH) 36:21 T. Nosek (EQ) 57:28 | (3:0, 1:1, 1:0) | 29:12 (EQ) T. Pettersson | Widzów: 2436 |
| Godzina: 18:00 | 8 min                                                                                               |                 | 18 min                   | Widzów: 2436 |

| 25 sierpnia 2012 | SC Bern | 3:4 pd. | Tappara Tampere | Postfinance Arena, Berno |

| Szczegóły      | Szczegóły                                                            | Szczegóły            | Szczegóły                                                                             | Szczegóły                                                                  |
| -------------- | -------------------------------------------------------------------- | -------------------- | ------------------------------------------------------------------------------------- | -------------------------------------------------------------------------- |
| Godzina: 18:30 | F. Randegger (EQ) 01:52 E. Gardner (EQ) 05:42 T. Scherwey (EQ) 29:21 | (2:1, 1:0, 0:2, 0:1) | 15:18 (EQ) Koskiranta 51:31 (EQ) Koskiranta 58:06 (EQ) H. Haapala 63:14 (PP) T. Aalto | Widzów: 2074 Sędzia główny: Markus Kämpfer Sędziowie liniowi: Didier Massy |
| Godzina: 18:30 | 26 min                                                               |                      | 35 min                                                                                | Widzów: 2074 Sędzia główny: Markus Kämpfer Sędziowie liniowi: Didier Massy |

| 30 sierpnia 2012 | Djurgårdens IF | 5:4 pk. | Brynäs IF | Hovet, Sztokholm |

| Szczegóły      | Szczegóły | Szczegóły                 | Szczegóły                                                                                  | Szczegóły                                                                     |
| -------------- | --- | ------------------------- | ------------------------------------------------------------------------------------------ | ----------------------------------------------------------------------------- |
| Godzina: 19:00 | J. Ölvestad (PP) 12:40 L. Blomstrand (EQ) 25:22 M. Holmqvist (EQ) 30:34 L. Blomstrand (EQ) 41:32 M. Holmqvist (PS) 65:00 | (0:1, 2:1, 2:2, 0:0, 1:0) | 18:52 (EQ) A. Thuresson 32:00 (EQ) J. Nordqvist 40:42 (PP) C. Järnkrok 51:12 (EQ) J. Harju | Widzów: 2476 Sędzia główny: Patrik Sjöberg Sędziowie liniowi: Mikael Sjöqvist |
| Godzina: 19:00 | 17 min |                           | 18 min                                                                                     | Widzów: 2476 Sędzia główny: Patrik Sjöberg Sędziowie liniowi: Mikael Sjöqvist |

| 31 sierpnia 2012 | HC Pardubice | 0:3 | Bílí tygři Liberec | CEZ Arena, Pardubice |

| Szczegóły      | Szczegóły | Szczegóły       | Szczegóły                                                   | Szczegóły    |
| -------------- | --------- | --------------- | ----------------------------------------------------------- | ------------ |
| Godzina: 18:00 |           | (0:0, 0:0, 0:3) | 45:25 (EQ) P. Kica 58:42 (EQ) J. Kudrna 59:39 (PP) D. Havíř | Widzów: 1273 |
| Godzina: 18:00 | 18 min    |                 | 16 min                                                      | Widzów: 1273 |

| 31 sierpnia 2012 | Turun Palloseura | 0:1 | Tappara Tampere | HK Areena, Turku |

| Szczegóły      | Szczegóły | Szczegóły       | Szczegóły             | Szczegóły                                                               |
| -------------- | --------- | --------------- | --------------------- | ----------------------------------------------------------------------- |
| Godzina: 18:30 |           | (0:0, 0:1, 0:0) | 37:15 (EQ) T. Mäntylä | Widzów: 2838 Sędzia główny: Antti Boman Sędziowie liniowi: Jari Levonen |
| Godzina: 18:30 | 10 min    |                 | 12 min                | Widzów: 2838 Sędzia główny: Antti Boman Sędziowie liniowi: Jari Levonen |

| 31 sierpnia 2012 | Fribourg-Gottéron | 4:3 | SC Bern | BCF Arena, Fryburg |

| Szczegóły      | Szczegóły                                                                         | Szczegóły       | Szczegóły                                                            | Szczegóły                                                                 |
| -------------- | --------------------------------------------------------------------------------- | --------------- | -------------------------------------------------------------------- | ------------------------------------------------------------------------- |
| Godzina: 19:45 | P. Rosa (EQ) 03:06 R. Loeffel (PP) 42:06 A. Bykov (EQ) 44:22 A. Hasani (EQ) 52:00 | (1:1, 0:1, 3:1) | 00:20 (EQ) B. Ritchie 26:51 (PP) B. Ritchie 50:31 (EQ) N. Danielsson | Widzów: 1534 Sędzia główny: Danny Kurmann Sędziowie liniowi: Didier Massy |
| Godzina: 19:45 | 10 min                                                                            |                 | 10 min                                                               | Widzów: 1534 Sędzia główny: Danny Kurmann Sędziowie liniowi: Didier Massy |

| 1 września 2012 | Brynäs IF | 3:0 | Djurgårdens IF | Läkerol Arena, Gävle |

| Szczegóły      | Szczegóły                                                               | Szczegóły       | Szczegóły | Szczegóły                                                                     |
| -------------- | ----------------------------------------------------------------------- | --------------- | --------- | ----------------------------------------------------------------------------- |
| Godzina: 16:00 | S. Lauritzen (EQ) 14:20 J. Nordqvist (EQ) 22:39 A. Thuresson (EQ) 43:41 | (1:0, 1:0, 1:0) |           | Widzów: 3001 Sędzia główny: Tomas Andersson Sędziowie liniowi: Shane Warschaw |
| Godzina: 16:00 | 33 min                                                                  |                 | 16 min    | Widzów: 3001 Sędzia główny: Tomas Andersson Sędziowie liniowi: Shane Warschaw |

| 1 września 2012 | Tappara Tampere | 1:2 pd. | Turun Palloseura | Hakametsä, Tampere |

| Szczegóły      | Szczegóły              | Szczegóły            | Szczegóły                                 | Szczegóły                                                                   |
| -------------- | ---------------------- | -------------------- | ----------------------------------------- | --------------------------------------------------------------------------- |
| Godzina: 17:00 | J. Makkonen (EQ) 47:10 | (0:1, 0:0, 1:0, 0:1) | 13:53 (EQ) M. Anttila 63:28 (EQ) C. Locke | Widzów: 2963 Sędzia główny: Jussi Leppänen Sędziowie liniowi: Anssi Salonen |
| Godzina: 17:00 | 35 min                 |                      | 26 min                                    | Widzów: 2963 Sędzia główny: Jussi Leppänen Sędziowie liniowi: Anssi Salonen |

| 1 września 2012 | SC Bern | 4:2 | Fribourg-Gottéron | Postfinance Arena, Berno |

| Szczegóły      | Szczegóły                                                                                     | Szczegóły       | Szczegóły                                 | Szczegóły                                                                   |
| -------------- | --------------------------------------------------------------------------------------------- | --------------- | ----------------------------------------- | --------------------------------------------------------------------------- |
| Godzina: 19:45 | P. Berger (EQ) 19:22 F. Randegger (PP) 52:16 F. Collenberg (EQ) 57:26 F. Randegger (EQ) 59:31 | (1:1, 0:1, 3:0) | 08:33 (EQ) M. Knoepfli 26:56 (EQ) M. Ngoy | Widzów: 1725 Sędzia główny: Brent Reiber Sędziowie liniowi: Michael Kämpfer |
| Godzina: 19:45 | 8 min                                                                                         |                 | 12 min                                    | Widzów: 1725 Sędzia główny: Brent Reiber Sędziowie liniowi: Michael Kämpfer |

| 4 września 2012 | Brynäs IF | 4:1 | Turun Palloseura | Läkerol Arena, Gävle |

| Szczegóły      | Szczegóły                                                                                    | Szczegóły       | Szczegóły             | Szczegóły                                                                 |
| -------------- | -------------------------------------------------------------------------------------------- | --------------- | --------------------- | ------------------------------------------------------------------------- |
| Godzina: 19:00 | J. Granström (EQ) 15:19 D. Widing (EQ) 36:22 A. Thuresson (EQ) 41:34 R. Gunderson (EQ) 50:03 | (1:0, 1:1, 2:0) | 33:36 (EQ) M. Anttila | Widzów: 2057 Sędzia główny: Sören Persson Sędziowie liniowi: Ulf Rönnmark |
| Godzina: 19:00 | 16 min                                                                                       |                 | 28 min                | Widzów: 2057 Sędzia główny: Sören Persson Sędziowie liniowi: Ulf Rönnmark |

| 5 września 2012 | Bílí tygři Liberec | 4:3 | HC Pardubice | Tipsport Arena, Liberec |

| Szczegóły      | Szczegóły                                                                       | Szczegóły       | Szczegóły                                                       | Szczegóły                                                                |
| -------------- | ------------------------------------------------------------------------------- | --------------- | --------------------------------------------------------------- | ------------------------------------------------------------------------ |
| Godzina: 18:30 | J. Visek (EQ) 00:26 T. Netík (EQ) 08:49 A. Dusek (EQ) 22:29 J. Visek (EQ) 32:19 | (2:1, 2:1, 0:1) | 13:17 (EQ) J. Stary 37:42 (EQ) J. Cetkovsky 44:28 (EQ) J. Stary | Widzów: 1682 Sędzia główny: Michal Hrubý Sędziowie liniowi: Jakub Smitka |
| Godzina: 18:30 | 16 min                                                                          |                 | 30 min                                                          | Widzów: 1682 Sędzia główny: Michal Hrubý Sędziowie liniowi: Jakub Smitka |

| 6 września 2012 | Djurgårdens IF | 3:5 | Tappara Tampere | Hovet, Sztokholm |

| Szczegóły      | Szczegóły                                                            | Szczegóły       | Szczegóły                                                                                                 | Szczegóły                                                                      |
| -------------- | -------------------------------------------------------------------- | --------------- | --- | ------------------------------------------------------------------------------ |
| Godzina: 19:00 | E. Gustafsson (EQ) 14:56 C. Eklund (EQ) 27:57 H. Eriksson (PP) 50:04 | (1:0, 1:4, 1:1) | 24:07 (EQ) J. Leimu 24:36 (EQ) J. Leimu 30:15 (PP) T. Aalto 31:35 (EQ) S. Venäläinen 50:13 (EQ) J. Ahtola | Widzów: 1047 Sędzia główny: Wolmer Edqvist Sędziowie liniowi: Christer Lärking |
| Godzina: 19:00 | 12 min                                                               |                 | 12 min | Widzów: 1047 Sędzia główny: Wolmer Edqvist Sędziowie liniowi: Christer Lärking |

| 15 października 2012 | Turun Palloseura | 3:2 | Djurgårdens IF | HK Areena, Turku |

| Szczegóły      | Szczegóły                                                               | Szczegóły       | Szczegóły                                     | Szczegóły                                                                        |
| -------------- | ----------------------------------------------------------------------- | --------------- | --------------------------------------------- | -------------------------------------------------------------------------------- |
| Godzina: 18:30 | M. Virtala (PP) 33:29 V. Vahalahti (EQ) 35:36 V-M Vittasmäki (EQ) 44:17 | (0:1, 2:1, 1:0) | 13:34 (EQ) H. Eriksson 28:28 (EQ) H. Eriksson | Widzów: 2204 Sędzia główny: Juhani Nirkkonen Sędziowie liniowi: Stefan Fonselius |
| Godzina: 18:30 | 12 min                                                                  |                 | 10 min                                        | Widzów: 2204 Sędzia główny: Juhani Nirkkonen Sędziowie liniowi: Stefan Fonselius |

| 15 października 2012 | Tappara Tampere | 1:3 | Brynäs IF | Hakametsä, Tampere |

| Szczegóły      | Szczegóły                 | Szczegóły       | Szczegóły                                                       | Szczegóły                                                                  |
| -------------- | ------------------------- | --------------- | --------------------------------------------------------------- | -------------------------------------------------------------------------- |
| Godzina: 18:30 | A. Erkinjuntti (EQ) 18:15 | (1:0, 0:3, 0:0) | 29:15 (EQ) M. Johansson 31:05 (EQ) J. Harju 33:59 (PP) J. Harju | Widzów: 2080 Sędzia główny: Timo Favorin Sędziowie liniowi: Jari Leppäalho |
| Godzina: 18:30 | 4 min                     |                 | 8 min                                                           | Widzów: 2080 Sędzia główny: Timo Favorin Sędziowie liniowi: Jari Leppäalho |

| 16 października 2012 | HC Pardubice | 1:2 | SC Bern | CEZ Arena, Pardubice |

| Szczegóły      | Szczegóły            | Szczegóły       | Szczegóły                                | Szczegóły                                                            |
| -------------- | -------------------- | --------------- | ---------------------------------------- | -------------------------------------------------------------------- |
| Godzina: 18:00 | M. Bartek (EQ) 03:37 | (1:0, 0:2, 0:0) | 27:02 (EQ) D. Rubin 27:16 (EQ) J. Vermin | Widzów: 1275 Sędzia główny: Jan Hribik Sędziowie liniowi: Petr Polak |
| Godzina: 18:00 | 4 min                |                 | 4 min                                    | Widzów: 1275 Sędzia główny: Jan Hribik Sędziowie liniowi: Petr Polak |

| 12 listopada 2012 | Fribourg-Gottéron | 3:2 | HC Pardubice | BCF Arena, Fryburg |

| Szczegóły      | Szczegóły                                                           | Szczegóły       | Szczegóły                                | Szczegóły                                                                   |
| -------------- | ------------------------------------------------------------------- | --------------- | ---------------------------------------- | --------------------------------------------------------------------------- |
| Godzina: 19:45 | J. Sprunger (EQ) 15:22 G. Mauldin (EQ) 25:20 T. Vauclair (EQ) 33:28 | (1:1, 2:0, 0:1) | 15:34 (EQ) J. Kolar 54:59 (PP) M. Bartek | Widzów: 2228 Sędzia główny: Didier Massy Sędziowie liniowi: Stephan Rochete |
| Godzina: 19:45 | 8 min                                                               |                 | 12 min                                   | Widzów: 2228 Sędzia główny: Didier Massy Sędziowie liniowi: Stephan Rochete |

| 13 listopada 2012 | SC Bern | 5:4 pd. | Bílí tygři Liberec | Postfinance Arena, Berno |

| Szczegóły      | Szczegóły                                                                                                | Szczegóły            | Szczegóły                                                                       | Szczegóły                                                                  |
| -------------- | --- | -------------------- | ------------------------------------------------------------------------------- | -------------------------------------------------------------------------- |
| Godzina: 19:45 | P. Furrer (EQ) 02:06 J. Vermin (EQ) 05:02 J. Vermin (EQ) 23:56 J. Tavares (EQ) 40:40 M. Plüss (PP) 54:46 | (2:0, 1:2, 1:2, 1:0) | 31:29 (EQ) V. Jonak 34:45 (EQ) V. Jonak 53:21 (EQ) A. Dusek 59:43 (PP) J. Cebak | Widzów: 665 Sędzia główny: Andreas Koch Sędziowie liniowi: Daniel Stricker |
| Godzina: 19:45 | 8 min |                      | 14 min                                                                          | Widzów: 665 Sędzia główny: Andreas Koch Sędziowie liniowi: Daniel Stricker |

Tabela Dywizji Wschodniej
| Lp. | Zespół             | M | Pkt | W | WpD | PpD | P | G + | G – | +/- |
| --- | ------------------ | - | --- | - | --- | --- | - | --- | --- | --- |
| 1   | Tappara Tampere    | 8 | 17  | 4 | 2   | 1   | 1 | 26  | 16  | +10 |
| 2   | Brynäs IF          | 8 | 17  | 5 | 0   | 2   | 1 | 25  | 20  | +5  |
| 3   | Bílí tygři Liberec | 8 | 13  | 4 | 0   | 1   | 3 | 27  | 27  | 0   |
| 4   | Turun Palloseura   | 8 | 12  | 3 | 1   | 1   | 3 | 18  | 17  | +1  |
| 5   | SC Bern            | 8 | 11  | 2 | 2   | 1   | 3 | 23  | 26  | -3  |
| 6   | HC Pardubice       | 8 | 9   | 3 | 0   | 0   | 5 | 22  | 21  | +1  |
| 7   | Fribourg-Gottéron  | 8 | 9   | 2 | 1   | 1   | 4 | 18  | 23  | -5  |
| 8   | Djurgårdens IF     | 8 | 6   | 2 | 0   | 1   | 5 | 18  | 27  | -9  |

Lp. = lokata, M = liczba rozegranych spotkań, Pkt = Liczba zdobytych punktów, W = Wygrane, WpD = Wygrane po dogrywce lub karnych, PpD = Porażki po dogrywce lub karnych, P = Porażki, G+ = Gole strzelone, G- = Gole stracone, +/- = bilans bramek